# Eugène de Savoie-Carignan
Prince Eugène
Pour les articles homonymes, voir Prince Eugène, Eugène de Savoie-Carignan (comte de Villafranca) et Eugène de Savoie-Gênes.
Eugène de Savoie-Carignan ou François Eugène de Savoie, surtout connu comme le prince Eugène (en allemand : Prinz Eugen, en italien : Principe Eugenio), né le 18 octobre 1663 à Paris et mort le 21 avril 1736 à Vienne (Autriche), est un officier au service de la monarchie autrichienne, devenu commandant en chef des armées du Saint-Empire romain germanique. Il est considéré comme un des plus grands généraux de son époque.
Élevé à la cour de Louis XIV et destiné à l'origine à une carrière ecclésiastique, il se décide à 19 ans à embrasser le métier des armes. Face au refus du roi de lui attribuer un poste dans l'armée royale, Eugène part pour Vienne offrir ses services à la monarchie des Habsbourg. Pendant plus de cinquante ans, Eugène va servir trois empereurs : Léopold Ier, Joseph Ier et Charles VI.
Eugène fait ses premières armes contre les Turcs pendant le siège de Vienne en 1683 puis la guerre de la Sainte-Ligue. Sa renommée devient immense après sa victoire de Zenta en 1697. Son prestige s'accroît au cours de la guerre de Succession d'Espagne où, avec le duc de Marlborough, il remporte plusieurs victoires contre les troupes françaises (Höchstädt, Audenarde, Malplaquet, Turin). Il est encore victorieux pendant la troisième guerre austro-turque de 1716-1718, à Peterwardein et à Belgrade.
À la fin des années 1720, l'influence d'Eugène de Savoie et son habile diplomatie permettent à l'empereur de conserver ses alliés au cours des luttes contre les Bourbons de France et d'Espagne. Affaibli physiquement et moralement, il connaît cependant moins de succès comme commandant en chef de l'armée lors du dernier conflit auquel il prend part, la guerre de Succession de Pologne, de 1733 à 1735.
Malgré cela, sa réputation dans l'Empire demeure inégalée. Même s'il y a des divergences d'opinion sur sa personnalité, il n'y a pas contestation sur ses réalisations. Eugène a permis au Saint-Empire de limiter les conquêtes françaises ; il a fait reculer les Ottomans, libérant l'Europe centrale après un siècle et demi d'occupation turque ; il a aussi été un grand protecteur des arts, dont l'héritage architectural peut encore être vu à Vienne de nos jours.

## Première période de sa vie (1663-1699)

### L'hôtel de Soissons

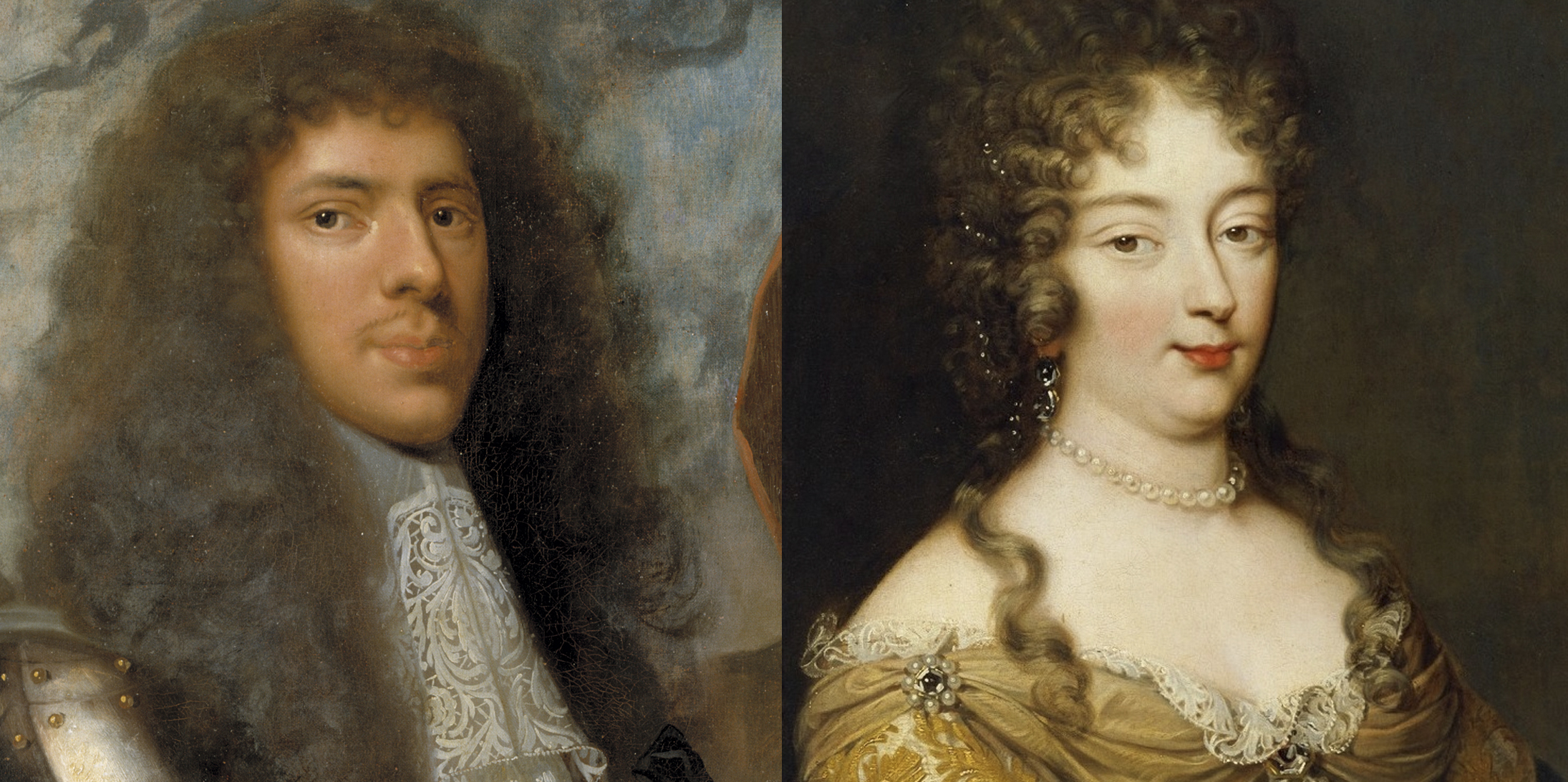
Eugène-Maurice de Savoie-Carignan et Olympe Mancini, parents d'Eugène de Savoie

Le prince Eugène naît le 18 octobre 1663 à l'hôtel de Soissons à Paris. Il est le descendant de la branche cadette de la maison de Savoie représentée par les princes de Savoie-Carignan. Il est le cinquième fils du prince Eugène-Maurice de Savoie-Carignan (1635-1673), comte de Soissons et de Dreux, et d'Olympe Mancini (1637-1708), nièce du cardinal Mazarin. Le Prince Eugène est baptisé le 17 février 1668 en l'église Saint-Eustache de Paris : son parrain est son grand-oncle le cardinal Francesco Maria Mancini, représenté par Thomas de Savoie, et sa marraine est sa tante Louise-Christine de Savoie-Carignan.
Le père du prince Eugène est originaire du duché de Savoie. Sa mère, native de Rome, est la sœur de Marie Mancini. Elle est venue à Paris à l'âge de 10 ans, en compagnie de sa sœur, avec le cardinal Mazarin, leur oncle, en 1647. Les sœurs Mancini sont élevées au palais royal aux côtés du dauphin de France, futur Louis XIV, avec qui Olympe aura une liaison passagère. Elle se marie en 1657 avec le prince Eugène-Maurice de Savoie-Carignan, et lui donne cinq fils, dont Eugène est le cadet, et trois filles. Le père du jeune Eugène, colonel-général des Suisses et Grisons, gouverneur de Champagne, meurt prématurément à l'âge de trente-huit ans, en 1673, alors que son fils cadet entre dans sa neuvième année.
De son côté, Olympe Mancini, attachée à la cour de France, semble rester éloignée de ses huit enfants. Elle est mêlée aux intrigues et aux complots de la cour de Versailles. Elle va encourir la disgrâce du roi lors de l'affaire des poisons et s'exiler en 1680 en Brabant, en laissant ses enfants aux bons soins de leur grand-mère paternelle, Marie de Bourbon-Condé (comtesse douairière de Soissons). Elle va poursuivre l'éducation de ses petits-enfants par intermittences au château de Condé, en Picardie (actuel département de l'Aisne) et dans l'hôtel de Soissons à Paris.
Enfant, Eugène est orienté par son père vers une carrière ecclésiastique, puisque tel était le sort destiné aux cadets de la famille princière. Dès l'âge de huit ans, il est tonsuré et porte soutane. Il la portera jusqu'en 1682. Il est de constitution fragile et de port modeste. Son apparence physique n'est certainement pas impressionnante. La duchesse d'Orléans écrit à son sujet : « Il ne fut jamais beau… Il est vrai que ses yeux ne sont pas laids, mais son nez ruine son visage ; il a deux grandes dents qui sont visibles tout le temps. » Le jeune prince, qui paraît si peu propre à pratiquer l'art de la guerre, démontrera par la suite qu'il est capable de supporter les plus rudes fatigues et qu'il est d'une endurance à toute épreuve.
Il n'a aucun goût pour l'état ecclésiastique. Il préfère entendre parler de sièges et de batailles, et il aime mieux voir défiler des soldats armés de mousquets qu'assister à une procession et son dévot attirail. Quinte-Curce et la vie d'Alexandre le Grand le séduisent bien plus que tous les bréviaires du monde. En février 1683, à la surprise de sa famille, il fait part de son intention de rejoindre l'armée. Désormais âgé de 19 ans, Eugène demande le commandement d'une compagnie à Louis XIV ; mais le roi, qui ne fait preuve d'aucune compassion pour les enfants d'Olympe après sa disgrâce, le lui refuse. Le roi note : « La demande était modeste, mais pas le demandeur. Personne d'autre ne s'est jamais adressé à moi de manière aussi insolente. »
En attendant une occasion propice, Eugène, que Louis XIV et la cour de Versailles appellent par dérision « le petit abbé », pratique tous les exercices destinés au métier militaire. Il fait de rapides progrès sous l'égide des meilleurs formateurs. Conduite des troupes, tactique, stratégie, équitation, maniement des armes, opérations d'attaque et de défense, y compris des places fortes : rien ne lui est épargné et il révèle de réels talents. Le jeune prince Eugène est blessé par la mise en disgrâce de sa mère exilée à Bruxelles et par le mépris que le souverain et ses ministres affichent à son égard. Dans ses Mémoires, publiés pour la première fois, tardivement, à Weimar en 1809, il écrit à propos de Louis XIV : « Il n'y a pas de huguenot chassé par la révocation de l'édit de Nantes qui lui ait conservé plus de haine. Aussi quand Louvois dit : Tant mieux, il ne retournera plus jamais dans ce pays-ci, je jurai bien de n'y rentrer que les armes à la main. J'ai tenu parole. »
Il part secrètement pour Vienne, afin d'offrir ses services à la cour auprès de l'empereur Léopold Ier. Il se propose de participer au combat contre les Turcs de l'Empire ottoman qui ont commencé à envahir le Saint-Empire par l'archiduché d'Autriche ainsi que le royaume de Hongrie, possession de la maison d'Autriche située hors du Saint-Empire. Ils assiègent la ville de Vienne lorsque, dans la nuit du 26 juillet 1683, Eugène quitte Paris ; quelques membres de sa famille l'ont déjà précédé dans les rangs de l'armée impériale, dans laquelle il va se porter volontaire et affronter ses premiers combats.

### Guerre contre l'Empire ottoman

#### 1683: le siège de Vienne

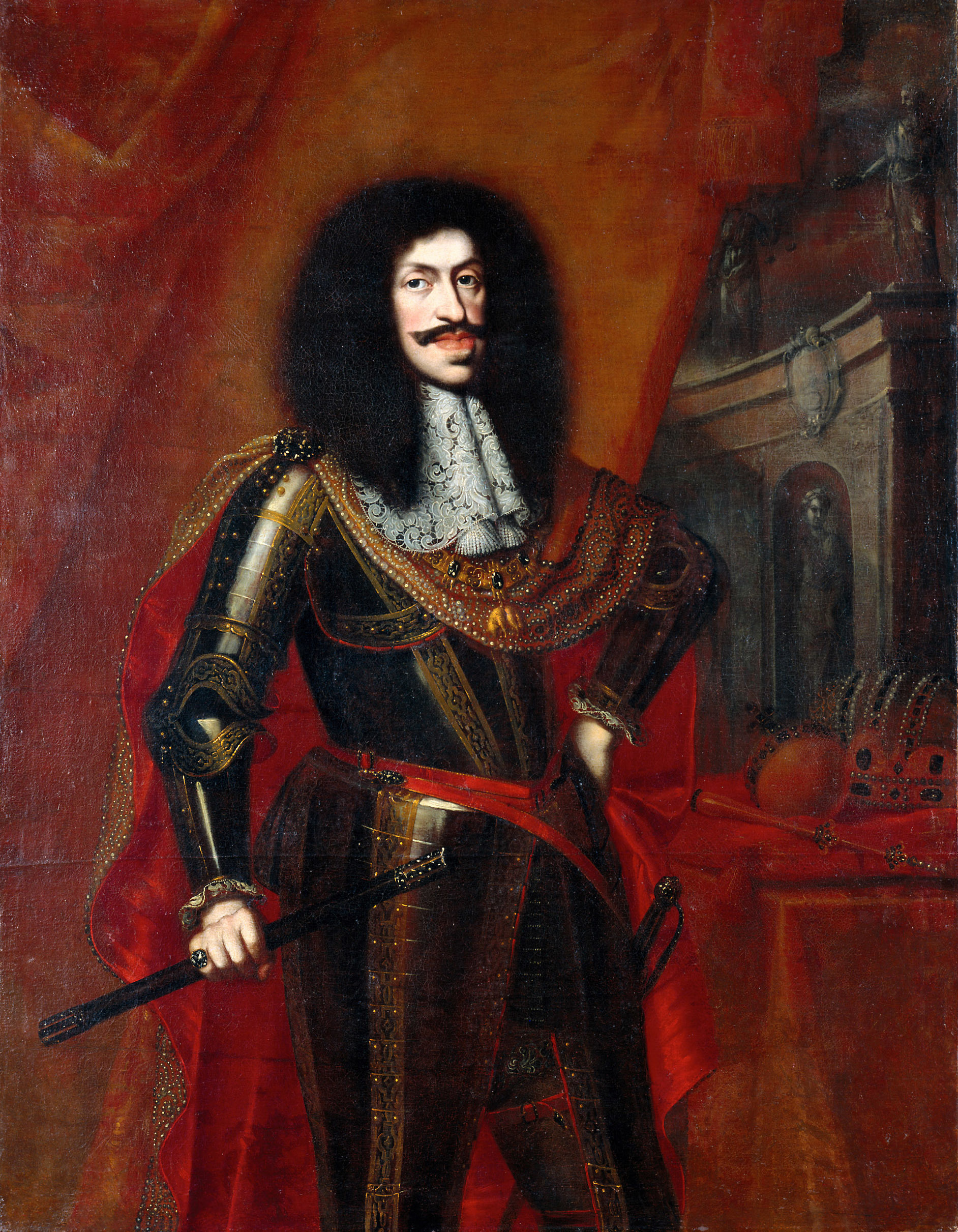
Léopold Ier, empereur du Saint-Empire

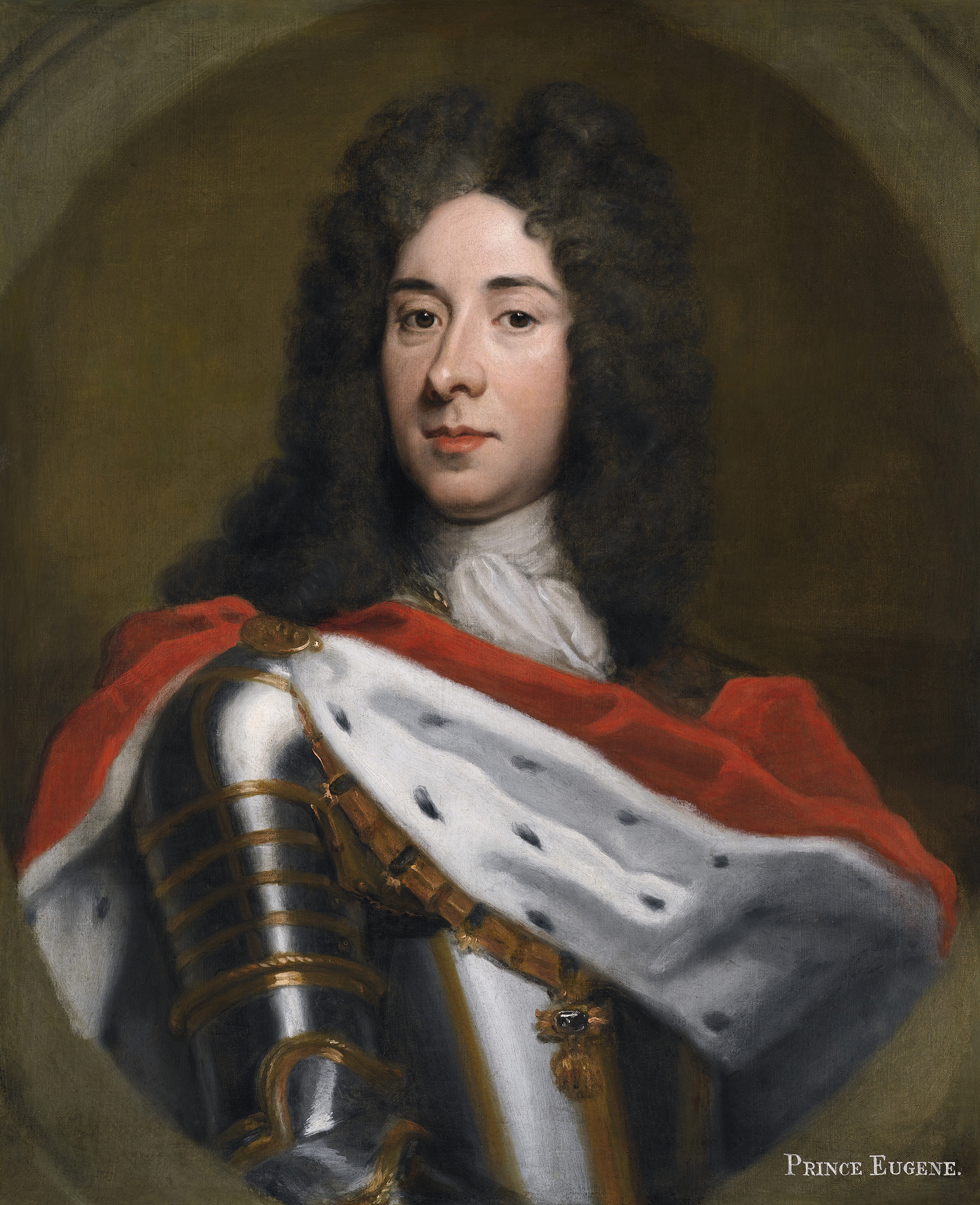
Eugène de Savoie.

En mai 1683, les Ottomans menacent Vienne dont ils vont faire le siège. Le grand vizir Kara Mustafa, encouragé par la rébellion d'Imre Thököly, avait envahi la Hongrie avec 100 000 à 200 000 hommes. En deux mois, les troupes ottomanes sont arrivées devant la capitale des Habsbourg. L'Empereur Léopold Ier se réfugie à Passau sur les bords du Danube, en confiant le commandement des troupes à Charles V, duc de Lorraine. Eugène arrive à la mi-août auprès de Léopold Ier ; il est immédiatement incorporé dans une unité de combat,. Eugène n'a aucun doute sur la portée de sa nouvelle allégeance : « Je consacrerai toutes mes forces, tout mon courage et, si le besoin est, jusqu'à ma dernière goutte de sang au service de votre Majesté Impériale. »
Eugène a immédiatement l'occasion de faire la preuve de sa loyauté. En septembre, les forces impériales, commandées par le duc de Lorraine, sont prêtes à attaquer l'armée du Sultan en train d'investir Vienne. Elles reçoivent le renfort d'une puissante armée de secours, commandée par le roi de Pologne, Jean III Sobieski, avec l'appoint de troupes commandées par les électeurs de Bavière et de Saxe, Maximilien II Emmanuel de Bavière et Jules-François de Saxe-Lauenbourg. Le 12 septembre 1683 au matin, les forces chrétiennes se mettent en ordre de bataille sur le versant sud-est du massif du Wienerwald, dominant le camp où s'est massé l'ennemi. Après une journée de lutte, les Ottomans sont vaincus : ils abandonnent toute leur artillerie, leurs impedimenta et une grande quantité de chevaux. La bataille de Vienne met ainsi fin à 60 jours de siège et conduit au départ des armées du Sultan. Placé sous les ordres du Margrave de Baden, Eugène s'est distingué lors de la bataille, gagnant une citation de la maison de Lorraine et de l'Empereur.
Le 14 décembre 1683, le prince Eugène reçoit le commandement du régiment de dragons de Kufstein, dont le commandant vient de mourir au combat. Il n'a que vingt ans et seulement quatre mois de service. Le décret de sa nomination au grade de colonel est signé par l'Empereur, « en appréciation et considération gracieuse des qualités excellentes, de l'adresse d'icelui qui Nous sont connues et de la bravoure dont il a fait preuve ». Son régiment de dragons va désormais s'appeler « dragons de Savoie ».

#### La Sainte-Ligue de 1684 à 1688: sièges de Buda et de Belgrade

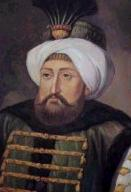
Le sultan Mehmed IV.

En mars 1684, l'empereur Léopold Ier forme la Sainte-Ligue avec la Pologne et Venise afin de contrer la menace ottomane. Au mois d'octobre 1684, le prince Eugène se distingue à la tête de son régiment des dragons de Savoie au siège de la place forte de Buda défendue par les Ottomans. Il est blessé au bras d'un coup de mousquet, sans gravité. Durant les deux années suivantes, Eugène continue à se distinguer lors de la campagne contre les Ottomans et il est reconnu comme un militaire dévoué et compétent. À la fin de l'année 1685, alors qu'il n'a que 22 ans, il est nommé maréchal de camp. Le margrave de Bade est impressionné par les qualités d'Eugène : « Ce jeune homme occupera, avec le temps, une place parmi ceux que le monde considère comme de grands chefs d'armées. »
En juin 1686, le duc de Lorraine entreprend pour la deuxième fois le siège de Buda qui avait été abandonné en 1684. Lors d'un combat contre 3 000 Ottomans qui tentaient une sortie du fort de Buda le 27 juillet 1686, le prince Eugène a un cheval tué sous lui. Le lendemain, au cours d'un assaut, le prince est légèrement blessé. Le centre de commandement des forces d'occupation ottomane en Hongrie et la ville de Buda vont tomber après une résistance de 78 jour, le 2 septembre 1686. L'armée ottomane s'effondre dans toute la Hongrie, jusqu'en Transylvanie et en Serbie. Après la chute de Buda, le prince Louis-Guillaume de Bade-Bade et le prince Eugène, à la tête d'un détachement de l'armée, font le siège de la ville de Cinq-Églises que les Ottomans vont évacuer en y mettant le feu, pour se réfugier dans la citadelle. Après un duel d'artillerie, les 3 000 soldats Ottomans se rendent en abandonnant 18 pièces de canon, un gros stock de munitions et de nombreux chevaux.
Au début de l'hiver 1686, le prince Eugène part en permission pour assister au carnaval de Venise. Un nouveau succès s'ensuit en 1687 quand, à la tête d'une brigade de cavalerie, il est un acteur important de la victoire de Mohács le 12 août. La défaite est si grave pour les Ottomans que leur armée se mutine. Cette révolte s'étend jusqu'à Constantinople où le grand vizir est exécuté et le sultan Mehmed IV déposé. Une nouvelle fois, le courage du prince Eugène lui vaut la reconnaissance de ses supérieurs, qui lui accordent l'honneur de porter la nouvelle de la victoire à l'Empereur à Vienne. Pour ses états de services, le prince Eugène est promu lieutenant général en novembre 1687. Enfin, le 6 novembre 1688, au cours du siège de Belgrade, en partant à l'assaut avec l'Électeur de Bavière, le prince Eugène crie aux soldats : « Mes enfants, suivez-nous. Il faut vaincre ou périr. » Premier sur la brèche, suivi des volontaires, il reçoit une blessure d'un coup de sabre qui fend son casque. Le janissaire qui lui a porté le coup est bientôt puni : le prince Eugène lui enfonce son épée au travers du corps et le fait tomber mort à ses pieds.

### 1688-1697: intermède en Occident - guerre de la Ligue d'Augsbourg
Alors qu'à l'est, Belgrade, évacué par les Ottomans, tombe aux mains des forces impériales de l'archiduc Léopold Ier de Habsbourg, commandées par Maximilien-Emmanuel de Bavière, à l'ouest, les armées du roi de France, Louis XIV, traversent le Rhin et entrent dans le Saint-Empire romain germanique. Louis XIV espère qu'une démonstration de force lui permettra de résoudre rapidement les conflits dynastiques et territoriaux qui l'opposent aux princes de l'Empire le long de la frontière orientale de son royaume. Mais ses mouvements de troupes ne font que renforcer la résolution allemande et, en mai 1689, Léopold Ier et les Hollandais signent la Grande Alliance visant à repousser les attaques françaises.

#### 1689: ambassade diplomatique à la cour de Turin
Le prince Eugène de Savoie est envoyé en mission diplomatique à Turin, à la fin du mois d'août 1689, par l'empereur Léopold Ier, auprès de son cousin, le duc de Savoie Victor-Amédée II. L'objectif de l'empereur Léopold Ier est de détacher le duc de Savoie de l'influence de son puissant et encombrant voisin français et de faire adhérer le duc au pacte d'alliance de la Ligue d'Augsbourg. Le prince Eugène révèle tous ses talents diplomatiques et persuade le duc des avantages liés à un renversement d'alliance, en lui faisant valoir notamment qu'en cas d'attaque du roi de France il serait le premier à venir au secours de son cousin… Le duc de Savoie, convaincu par des arguments si habilement déployés, décide de se rendre en hiver 1689 au carnaval de Venise — pour échapper à la curiosité des Français attachés à la cour de Turin — et ratifie un traité d'alliance à la Ligue d'Augsbourg. Le prince Eugène est assuré de percevoir à partir de 1689 les revenus des deux abbayes de San Michele della Chiusa et de Santa Maria di Casanova en Piémont : il sera désormais à l'abri des graves difficultés financières qu'il a connues dans le passé. Le prince Eugène parvient à Vienne, à la fin de l'automne 1689, pour rendre compte de sa mission à l'empereur Léopold Ier. Les chroniqueurs[Qui ?] indiquent qu'il fut charmé de la façon dont son ambassadeur s'était acquitté de sa mission. Eugène est promu général de cavalerie.

#### 1690: la guerre du Piémont
Louis XIV a eu connaissance de l'adhésion du duc de Savoie à la Ligue d'Augsbourg. La guerre du Piémont est déclarée de part et d'autre. Le roi de France ordonne au maréchal de Catinat de s'avancer dans le Piémont à la tête de 12 000 hommes. Les troupes françaises campent sous Pignerol en attendant l'arrivée de renforts en provenance de Flandre et d'Allemagne. Dès leur arrivée, les Français investissent la place de Cahours (Cavour), à proximité du Pô, et passent la garnison au fil de l'épée. Devant l'invasion française, le duc de Savoie sollicite les secours que l'Empereur lui avait promis.
Accompagné de son ami le prince de Commercy, Eugène arrive précipitamment en chaise de poste depuis Vienne pour assister son cousin. Il tente, en vain, de le dissuader d'engager le combat avec des troupes peu aguerries, et lui conseille fortement d'attendre l'arrivée des 7 000 hommes de cavalerie et d'infanterie qui sont en route et dont il doit prendre le commandement. Rien n'y fait et le duc de Savoie engage ses troupes dans un combat désastreux qui se solde par la défaite de Staffarda, survenue le 18 août 1690. Le prince Eugène, ayant pris la tête de troupes de cavalerie, de gendarmes et de gardes du corps de Savoie à l'aile gauche, tente désespérément de limiter la catastrophe. Il réussit à sauver les restes de l'armée savoyarde et sauve son cousin du désastre, mais il est blessé légèrement d'une balle molle. Le duc de Savoie perd dans la bataille 3 400 tués, 1 500 blessés et plus de 2 000 prisonniers.
Eugène est peu impressionné par les hommes et leurs officiers durant la guerre en Italie : « L'ennemi aurait été battu il y a longtemps si tout le monde avait fait son devoir », rapporte-t-il à Vienne. Il a tellement de mépris pour le commandant impérial, le comte Antonio Caraffa, qu'il menace de quitter l'armée impériale. À Vienne, l'attitude d'Eugène est perçue comme l'arrogance d'un jeune parvenu et n'est pas prise en considération ; mais l'Empereur est impressionné par sa passion pour la cause impériale.

#### 1691-1692: retour en Savoie, invasion du Dauphiné et de la Provence
Le prince Eugène revient au secours de son cousin, le duc Victor-Amédée II de Savoie, à la tête de l'armée impériale. Il se confronte en Piémont aux troupes du maréchal de Catinat dans des escarmouches aux résultats incertains. Puis il rejoint Turin, alors que la Cour déplore la prise par Catinat de la forteresse de Montmélian, en Savoie, le 21 décembre 1691. Or, le duc Victor-Amédée II use secrètement de tous les moyens de sa diplomatie en rencontrant des émissaires français et en leur proposant un éventuel renversement d'alliance en faveur du roi Louis XIV, en contrepartie de l'évacuation de ses territoires. Le prince Eugène, averti de ces manœuvres, réussit à le convaincre de rompre ces négociations et le fait nommer par l'Empereur, dès 1692, généralissime, en ses lieux et places, de toutes les troupes impériales opérant en Savoie.
En conseil de guerre, le duc de Savoie propose, avec l'assentiment de ses généraux, d'attaquer le maréchal de Catinat à Pignerol. Le prince Eugène s'y oppose, en lui faisant valoir que cette opération ne présente pas d'intérêt stratégique. Il estime, en revanche, que la meilleure façon d'obtenir l'évacuation des Français est d'envahir le Dauphiné et la Provence. Le duc de Savoie y ayant consenti, les troupes impériales simulent une attaque sur Suse pour obliger Catinat à déplacer ses troupes qui vont s'y enfermer pour organiser la défense. Pendant ce temps, l'armée impériale, dirigée par le prince Eugène sous l'autorité nominale de son cousin, envahit le territoire français et obtient de nombreux succès dans la prise des places dauphinoises et provençales. Mais survient un obstacle imprévu : le duc de Savoie est soudain atteint de la petite vérole à Gap et l'on craint pour sa vie. Transporté à Sisteron, il est soigné par les Jésuites et se prépare à la mort. Mais, revenu à la santé, il décide de rentrer en Savoie et rapatrie toute l'armée impériale qui repasse par les monts à la fin du mois de septembre 1692, sans avoir obtenu le moindre bénéfice de l'action engagée.
Arrivé à Turin, le prince Eugène reçoit le collier de l'ordre de la Toison d'or que lui envoie le roi d'Espagne. Puis il rentre à Vienne où l'Empereur lui fait part de sa satisfaction de son action et lui propose de lui accorder la dignité de feld-maréchal dès la prochaine promotion.

#### 1693: la bataille de La Marsaille

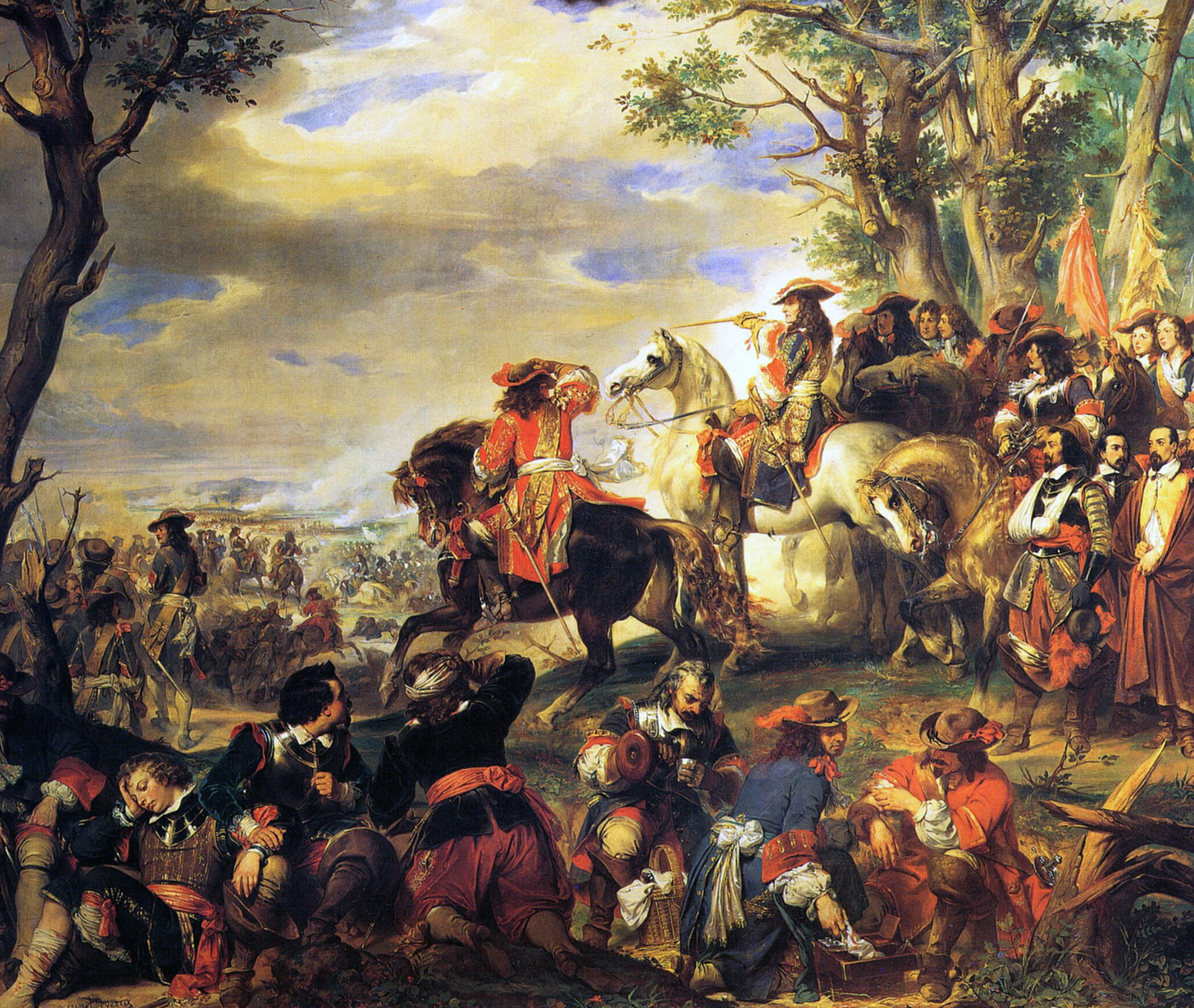
Le maréchal Catinat à la bataille de La Marsaille en 1693. Huile sur toile d'Eugène Devéria.

Dès le début de 1693, le prince Eugène, soucieux d'améliorer le sort des États de Savoie, berceau de ses ancêtres, toujours occupé par l'armée française du maréchal de Catinat, revient à la Cour de Turin. Là, il retrouve son cousin, le duc Victor-Amédée II, qui a conservé la qualité de généralissime des armées alliées. En pleins préparatifs guerriers, le duc persiste à vouloir faire le siège de Pignerol, à la tête d'une puissante armée renforcée par des troupes allemandes et espagnoles. Il en confie le commandement au feld-maréchal Aeneas Sylvius de Caprara. Il réunit un conseil de guerre à Carignan et obtient l'assentiment de ses généraux.
Le prince Eugène, qui entre-temps a été nommé, le 25 mai 1693, feld-maréchal par l'Empereur, lui déconseille fortement, comme il l'avait déjà fait en 1692, de se lancer dans cette aventure, qui est loin de correspondre à ses compétences stratégiques, face au maréchal de Catinat. Ce dernier vient justement de recevoir des renforts importants de la part du roi Louis XIV qui entend ainsi prendre sa revanche des désordres que le duc lui a infligés en Dauphiné et en Provence au cours de l'année 1692.
Après de nombreuses marches et contre-marches, les deux armées se rencontrent et engagent, le 4 octobre 1693, la bataille de La Marsaille qui se solde par une défaite cuisante pour le duc de Savoie. Le bilan est très lourd : 8 000 morts ou blessés, 2 000 prisonniers. Le prince Eugène, à la tête de l'infanterie, a combattu avec tous les moyens mis à sa disposition au centre du dispositif de combat. Il a réussi à opérer une retraite en bon ordre de ses troupes. Il va rentrer dès l'hiver à la cour de Vienne pour tenter d'obtenir de nouveaux renforts en faveur de son cousin Victor-Amédée II. Il rassemble 45 000 hommes, dont des renforts espagnols. Mais, pour la deuxième fois, le duc négocie secrètement avec les émissaires de Louis XIV et s'engage à neutraliser son action en Savoie.

#### 1694-1697: le temps des traités
La défaite de La Marsaille incite le duc Victor-Amédée II à négocier une trêve, suivie d'un accord de paix, avec Louis XIV. Dès 1694, le marquis savoyard Caron de Saint-Thomas et le maréchal de Tessé se rencontrent secrètement à Lorette. Ils projettent les bases d'un accord qui sera en grande partie suivi d'effet : neutralité de la Savoie et état apparent d'hostilité. Le secret est bien gardé jusqu'au Traité secret de Pignerol, signé le 30 mai 1696, confirmant la neutralité de la Savoie. Eugène n'aura plus confiance en son cousin, mais il continuera à se montrer révérencieux envers lui en sa qualité de chef de sa propre famille. Leurs relations resteront tendues. Les honneurs de la guerre en Italie reviennent sans aucun doute au commandant français, le maréchal Catinat, mais Eugène, le seul général de l'Alliance, joue un rôle déterminant par ses actions et ses résultats décisifs et réussit à renforcer sa réputation au sortir de la guerre de la Ligue d'Augsbourg. Le traité de Pignerol n'est rendu public que le 29 août 1696. Il sera confirmé par le traité de Turin. Dès le 28 septembre 1696, les troupes françaises évacuent le duché de Savoie. Et le 21 septembre 1697 est signé le traité de Ryswick, mettant fin à la guerre de la Ligue d'Augsbourg. La forteresse de Montmélian est rendue aux Savoyards après la signature de la paix.

### 1697: la bataille de Zenta en Hongrie, contre les Ottomans

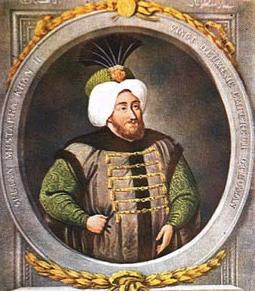
Le sultan Mustafa II.

Pendant que l'armée impériale est occupée en Piémont, face aux troupes de Louis XIV, les Ottomans peuvent reprendre Belgrade et reconquérir la Hongrie. En août 1691, les troupes impériales commandées par Louis-Guillaume de Bade-Bade ont repris l'avantage en battant sévèrement les Turcs à la bataille de Slankamen sur le Danube, sécurisant les possessions des Habsbourg en Hongrie et en Transylvanie. En 1697, sur la recommandation du président du Conseil de guerre impérial, Ernst Rüdiger von Starhemberg, on accorde au prince Eugène le commandement suprême des forces impériales pour faire face à la menace des troupes du nouveau sultan, Mustafa II. C'est son premier commandement autonome — désormais, il n'a plus à supporter l'extrême prudence de Caprara et de Caraffa ou à être contrarié par les revirements de Victor-Amédée. Cependant, lorsqu'il rejoint son armée, il la trouve dans un état de « misère indescriptible ». Confiant et très sûr de lui, le prince Eugène, assisté de manière compétente par Commercy et Guido Starhemberg, se met à rétablir l'ordre et la discipline.

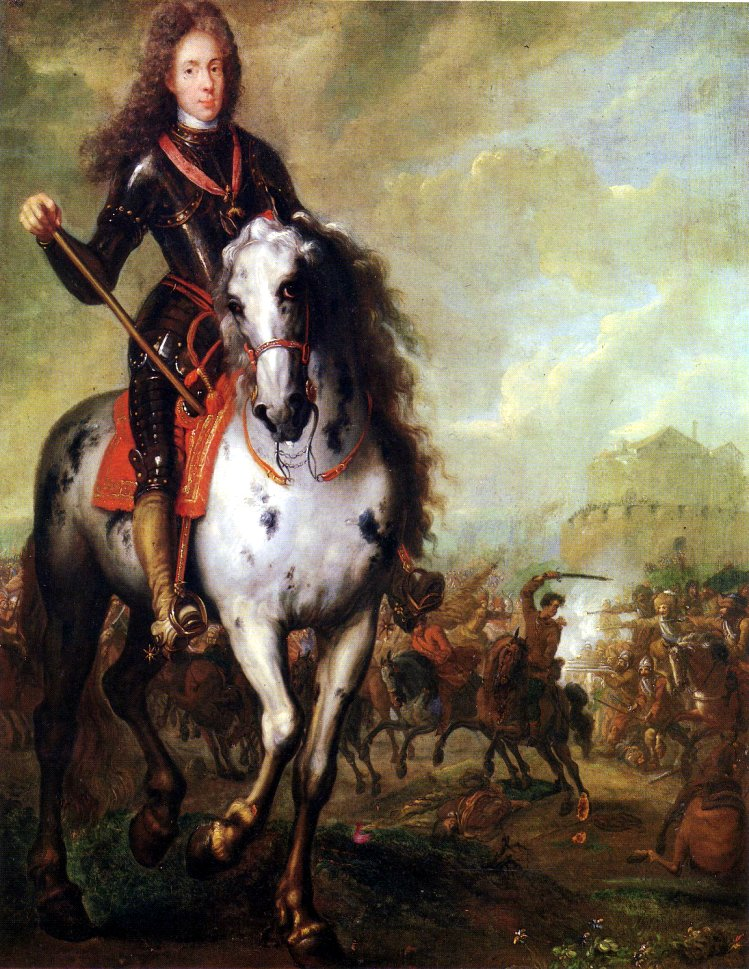
Jan van Huchtenburgh, Le Prince Eugène de Savoie vainqueur de la bataille de Zenta en 1697, 1708, Musée de Cambrai.

L'empereur Léopold Ier a demandé d'agir précautionneusement. Mais quand il apprend que les troupes du sultan Mustafa II marchent sur la Transylvanie, le prince Eugène abandonne toute idée de campagne défensive et décide d'intercepter les Ottomans lors de la traversée de la rivière Tisza à Zenta. Le 11 septembre 1697, les forces impériales arrivent devant l'ennemi, tard dans la journée. Eugène a assuré la grande mobilité de son armée, selon un précepte utilisé ensuite par Napoléon, en obligeant chaque cavalier à prendre un fantassin en croupe lors de l'approche de la Tisza. La cavalerie ottomane a déjà traversé la rivière, aussi le prince Eugène décide-t-il d'attaquer immédiatement en disposant ses hommes en demi-cercle. La vigueur de l'assaut sème terreur et confusion au sein de l'armée ennemie. À la fin du combat, l'armée impériale a perdu 2 000 hommes tués ou blessés, mais on compte trente mille victimes parmi les Ottomans, dont le grand vizir, Elmas Mehmed Pacha. Le prince Eugène a révélé ses compétences tactiques, sa capacité à prendre des décisions audacieuses et à inspirer à ses hommes courage et force de se surpasser au combat face à un ennemi dangereux.
La bataille de Zenta se révèle être une victoire décisive dans la longue guerre contre les Ottomans, mais les intérêts de l'empereur Léopold Ier sont maintenant tournés vers l'Espagne où le décès imminent de Charles II pose le problème de sa succession. L'Empereur met fin au conflit avec les Ottomans par la signature du traité de Karlowitz le 26 janvier 1699. Après un bref assaut chez les Ottomans en Bosnie culminant avec le sac de Sarajevo, le prince Eugène revient à Vienne en novembre. Il y reçoit un accueil triomphal. Grâce à la bataille de Zenta, Eugène est devenu un héros européen et on le récompense pour sa victoire. Les terres que lui cède l'Empereur en Hongrie lui procurent de bons revenus, lui permettant ainsi de se consacrer à ses nouveaux goûts pour les arts et l'architecture.

## Famille
Le prince Eugène demeure sans attaches familiales. Un seul de ses quatre frères est encore en vie. Son quatrième frère, Emmanuel, est mort en 1676 à l'âge de 14 ans ; son troisième, Louis-Jules, a été tué au combat en 1683 et son deuxième, Philippe, est mort de la variole en 1693. Louis-Thomas de Savoie-Carignan, son seul frère survivant, exilé pour avoir mécontenté Louis XIV, parcourt l'Europe à la recherche d'une situation avant d'arriver à Vienne en 1699. Avec l'aide d'Eugène, Louis trouve une place au sein de l'armée impériale, pour être finalement tué en combattant les Français en 1702. Parmi les sœurs d'Eugène, la plus jeune est morte pendant son enfance, et les deux autres, Marie Jeanne-Baptiste et Louise-Philiberte, mènent des vies dissolues. Chassée de France, Marie rejoint sa mère à Bruxelles avant de fuir à Genève pour se marier avec un prêtre défroqué, avec qui elle connaît une vie malheureuse jusqu'à sa mort en 1705. On sait peu de choses sur la vie de Louise après son existence à Paris, si ce n'est qu'à un certain moment elle vécut pendant quelque temps dans un couvent en Savoie, avant de mourir en 1722.

## Milieu de sa vie (1700-1720)

### 1700-1713: guerre de succession d'Espagne

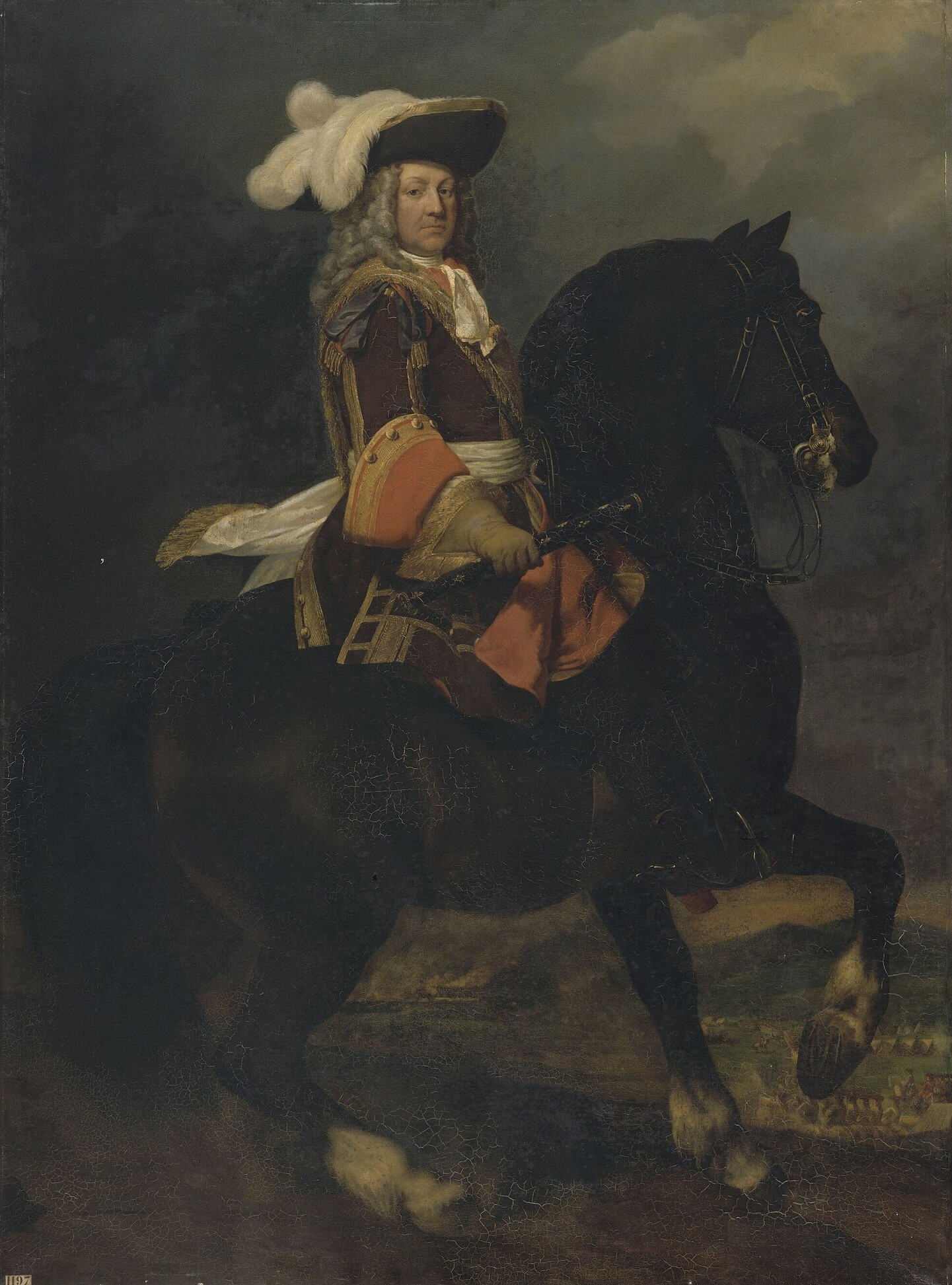
Le duc de Vendôme.

La mort sans postérité du roi d'Espagne, Charles II, le 1er novembre 1700, fait naître un conflit entre le roi de France Louis XIV et l'empereur Léopold Ier qui revendiquent chacun la succession. L'Angleterre, les Provinces-Unies, le Saint-Empire et la Prusse, alliés par le traité de coalition de la Grande Alliance de La Haye (7 septembre 1701), déclarent la guerre à la France et à l'Espagne le 15 mai 1702. Le duc de Savoie, Victor-Amédée II, après avoir longuement tergiversé, se rapproche de la cour de Vienne en 1702. Il rompt définitivement son alliance avec la France le 5 janvier 1703, en s'attachant à la coalition. Il fait ainsi entrer la Savoie dans la guerre de Succession d'Espagne.

#### 1701-1702: campagne d'Italie
Le prince Eugène traverse les Alpes avec environ 32 000 hommes en mai et juin 1701. Après une série de brillantes manœuvres à la tête de l'armée impériale, renforcée par des troupes allemandes, il est victorieux du maréchal de Catinat lors de la bataille de Carpi, le 9 juillet 1701. Le 1er septembre 1701, le prince Eugène est de nouveau victorieux face au maréchal de Villeroy au cours de la bataille de Chiari, lors d'un affrontement meurtrier. Comme souvent au cours de sa carrière, le prince doit mener la guerre sur deux fronts, l'ennemi sur le terrain et le gouvernement de Vienne.
Lors de la bataille de Crémone, dans la nuit du 31 janvier au 1er février 1702, le prince Eugène capture le maréchal de Villeroy. Toutefois, Crémone demeure aux mains des Français et le maréchal de Vendôme, son cousin germain, successeur de Villeroy, devient le nouveau commandant de la place. Le prince Eugène n'obtient pas les renforts indispensables pour faire face aux troupes françaises plus nombreuses. La bataille de Luzzara du 15 août 1702 se révèle peu concluante, même si les troupes du prince Eugène ont fait deux fois plus de blessés dans le camp adverse. Eugène retourne à Vienne en janvier 1703.

#### 1703: président du Conseil de guerre impérial

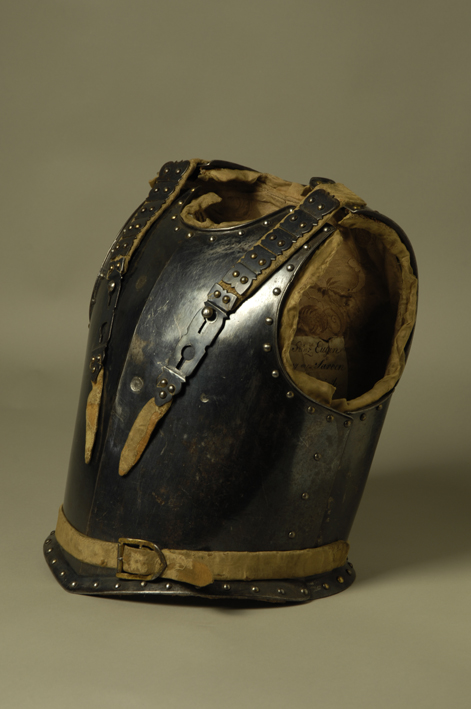
La cuirasse du prince Eugène.

La réputation européenne du prince Eugène grandit : les batailles de Crémone et de Luzzara ont été célébrées comme des victoires dans toutes les capitales de l'Alliance. Mais, en raison des conditions et du moral de ses troupes, la campagne de 1702 en Piémont n'a pas été couronnée de succès. L'empereur Léopold Ier et le président du Conseil de guerre, Heinrich Franz von Mansfeld (de), en font sans doute grief au prince Eugène, bien que ce dernier ait évoqué son manque de moyens. L'empereur doit alors faire face à une menace directe d'invasion sur sa frontière bavaroise : l'électeur de Bavière Maximilien-Emmanuel s'est déclaré, en août 1702, l'allié du roi Louis XIV. Pendant ce temps, en Hongrie, une révolte de faible ampleur a débuté en mai et gagne rapidement en importance. Économiquement, le pays étant proche de la faillite, l'empereur Léopold Ier décide enfin de modifier son gouvernement. À la fin du mois de juin 1703, le prince Eugène succède à Henri von Mansfeld en qualité de président du Conseil de guerre impérial (Hofkriegsratspräsident). À la tête du conseil de guerre, Eugène fait maintenant partie de l'entourage direct de l'empereur. Il est le premier président depuis Raimondo Montecuccoli à conserver un commandement.
Des réformes sont immédiatement entreprises pour améliorer l'efficacité de l'armée : des encouragements, et lorsque c'est possible de l'argent, sont envoyés aux commandants sur les champs de bataille ; des promotions et des honneurs sont distribués en fonction des compétences et non de l'influence ; la discipline est améliorée. Cependant, en 1703, la monarchie autrichienne doit faire face à de grands dangers sur plusieurs fronts. Envoyé par le roi Louis XIV, le maréchal de Villars vient renforcer les troupes de l'Électeur de Bavière sur les rives du Danube ; ses troupes menacent directement Vienne. Pendant ce temps, le maréchal de Vendôme demeure à la tête d'une grande armée en Piémont et il combat la faible armée impériale commandée par Guido von Starhemberg. La révolte menée par François II Rákóczi en Hongrie est tout aussi dangereuse, car, à la fin de l'année, elle a atteint la Moravie et la Basse-Autriche.

#### 1704: victoire de Blenheim

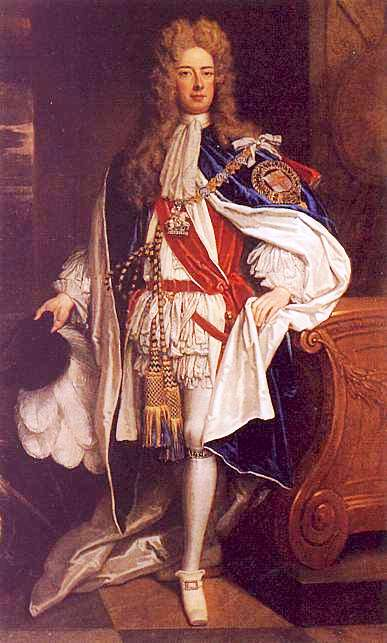
John Churchill, duc de Marlborough.

Des dissensions entre Villars et l'Électeur de Bavière les ont empêchés de lancer l'assaut sur Vienne en 1703. Au début de l'année 1704, le duc de Marlborough marche vers le sud afin de venir au secours de la ville de Vienne. Il obtient la présence du prince Eugène, afin d'avoir à ses côtés un « partisan zélé et ayant de l'expérience »,.
La victoire de Blenheim est remportée le 13 août 1704, lors de la bataille de Höchstädt. Le prince Eugène, à la tête de l'aile droite de l'armée alliée, contient des forces supérieures en nombre commandées par l'Électeur de Bavière et par le maréchal de Marsin. De son côté, le duc de Malrborough fait une percée au centre de l'armée française, commandée par le Maréchal de Tallard. Ayant fait plus de 30 000 morts et blessés du côté ennemi, la bataille se révèle décisive : Vienne est sauvée et la Bavière hors de combat.
La France fait maintenant face à un vrai danger d'invasion, mais Léopold Ier est toujours confronté à deux menaces : la révolte de François II Rákóczi en Hongrie et l'invasion de l'armée française en Italie septentrionale. Guido Starhemberg et le duc Victor-Amédée II de Savoie n'ont pas les moyens d'arrêter l'avancée des troupes françaises, commandées par le maréchal de Vendôme. Seule résiste la ville de Turin dont les Français vont entamer le siège.

#### 1705-1706: la libération de Turin assiégé

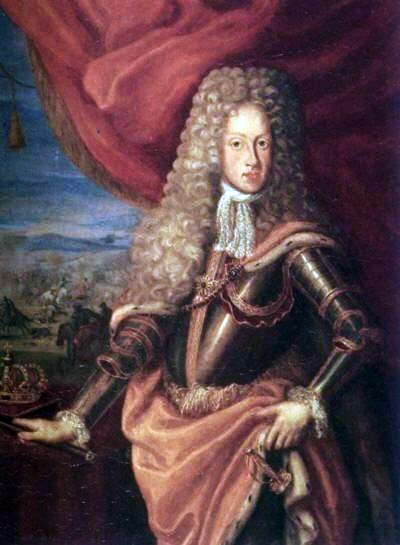
L'empereur Joseph Ier.

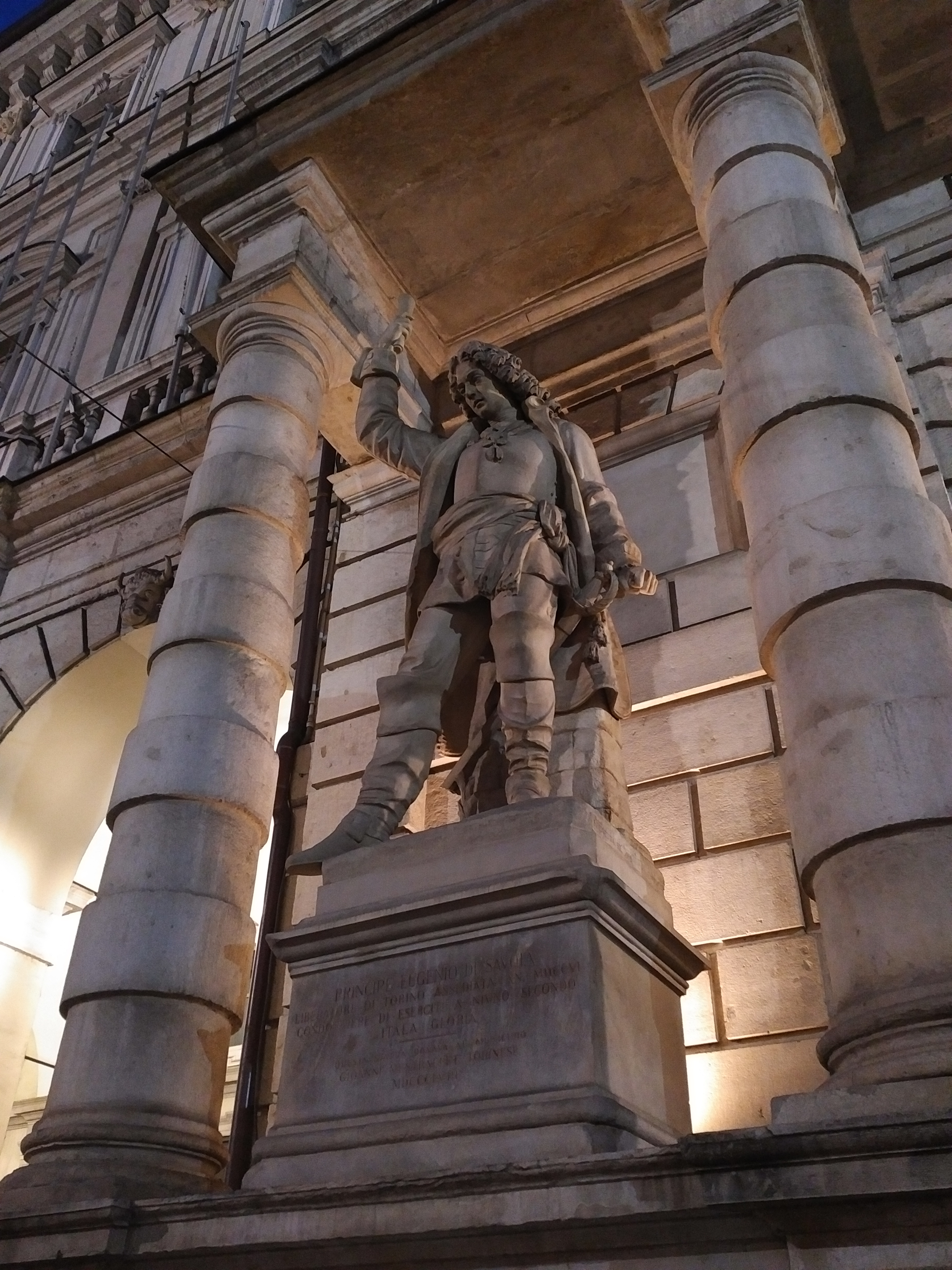
Statue du Prince Eugène devant le Palazzo Civico de Turin.

Le prince Eugène retourne en Italie en avril 1705, mais ses tentatives d'avancée à l'ouest de Turin sont contrecarrées par les habiles manœuvres des troupes de Vendôme. Manquant de bateaux et de matériaux pour construire des ponts, son armée aux prises avec les désertions, les maladies, et en infériorité numérique face aux troupes françaises, le commandant impérial demeure impuissant. Les promesses d'argent et de renforts de Léopold Ier se révèlent illusoires. Le prince Eugène est obligé de passer à l'action sans avoir obtenu les moyens qu'il réclamait. Il subit une sanglante défaite lors de la bataille de Cassano le 16 août 1705. Cependant, l'empereur Léopold Ier est mort en mai 1705. L'accession au trône de son fils, l'empereur Joseph Ier de Habsbourg, permet enfin au prince Eugène de recevoir de l'assistance. Joseph Ier se révèle être un soutien solide dans les opérations militaires : c'est l'empereur le plus efficace qu'il connaisse. C'est aussi le règne au cours duquel il sera le plus heureux.
Lui ayant promis son soutien, l'empereur Joseph Ier consent à ce que le prince Eugène investisse l'Italie, afin de porter aide et assistance à son cousin, le duc Victor-Amédée II de Savoie. Le prince Eugène arrive sur les lieux à la mi-avril 1706, juste à temps pour organiser la retraite en bon ordre de ce qui reste de l'armée impériale du comte Reventlow, après la victoire française du duc de Vendôme lors de la bataille de Calcinato, le 19 avril 1706. Vendôme se prépare désormais à défendre le front le long de l'Adige, déterminé à garder les troupes impériales coupées de leurs lignes orientales dans les Alpes, tandis que l'armée française menace Turin. Cependant, simulant des attaques le long de l'Adige, le prince Eugène descend vers le sud, traverse le Pô à la mi-juillet, déjoue les manœuvres du commandant français et occupe une position favorable lui permettant enfin de se rendre en Savoie pour porter assistance à la capitale assiégée. Le siège de Turin (de mai 1706 à septembre 1706) est resté célèbre en Italie. Pendant plus de trois mois, les Turinois, commandés conjointement par le général autrichien Wirich de Daun et par le général savoyard Solaro della Margherita, ont vaillamment résisté aux troupes françaises du duc de La Feuillade. Ils ont été délivrés par l'action coordonnée des troupes impériales et savoyardes. L'armée française s'est retirée en désordre jusqu'à Pignerol au cours de la contre-attaque menée par le prince Eugène et son cousin, le duc Amédée II de Savoie. C'est durant cette défense de siège que se situe l'épisode de la mission de sacrifice du soldat Pietro Micca qui fit exploser une mine à l'intérieur des galeries de la forteresse de Turin pour s'opposer aux grenadiers français qui tentaient d'y pénétrer par voie souterraine. Il est célébré pour son héroïsme dans toute l'Italie.
Les événements hors du théâtre militaire italien vont avoir désormais des conséquences majeures sur la guerre qui s'y tient. La victoire écrasante de Marlborough sur Villeroy lors de la bataille de Ramillies le 23 mai 1706 provoque le rappel, par Louis XIV, de Vendôme, afin qu'il prenne le commandement des troupes françaises en Flandres. Pour Saint-Simon, ce transfert est une sorte de délivrance pour le commandement français qui « commence maintenant à sentir que la victoire est improbable [en Italie] […], car le prince Eugène, qui a reçu de nombreux renforts après la bataille de Calcinato, était dans une situation tout à fait nouvelle dans cette partie là de la guerre ». Le duc d'Orléans, sous le commandement de Marsin, remplace Vendôme, mais l'indécision et le désordre du camp français causent sa perte. En conséquence, l'armée de Louis XIV est forcée de quitter l'Italie du Nord et l'intégralité de la vallée du Pô passe sous l'autorité des alliés. Le prince Eugène a remporté une victoire aussi marquante que celle de son ami Marlborough à Ramillies. La victoire impériale en Italie marque le début des 150 années de gouvernance d'abord personnelle de la maison d'Autriche puis de l'empire d'Autriche, lorsque celui-ci sera fondé en 1804, sur la Lombardie ; le prince Eugène est nommé gouverneur de Milan.

#### 1707: l'échec de Toulon
Cependant, l'année 1707 va se révéler décevante tant pour le prince Eugène que pour la Grande Alliance. L'empereur et le prince Eugène, dont l'objectif principal est, après s'être emparé de Turin, de prendre Naples et la Sicile qui sont aux mains des alliés de Philippe, duc d'Anjou, doivent accepter avec réticence le plan d'attaque de Toulon élaboré par Marlborough. Toulon, en effet, est le port d'attache de la flotte française en Méditerranée. Cependant, la désunion entre les commandants de l'Alliance — le duc de Savoie, le prince Eugène et l'amiral anglais Shovell — condamne l'expédition à l'échec. Même si le prince Eugène approuve certaines formes d'attaques sur la frontière sud-est de la France, il est clair qu'il considère l'expédition irréalisable et il ne montre pas « l'empressement dont il a fait preuve à d'autres occasions ». Néanmoins, sous la chaleur écrasante de l'été de 1707, son armée aura mis 16 jours pour traverser la Côte d'Azur de Nice à Toulon. Le Château d'Agay se voit saccagé. D'importants renforts de troupes françaises de l'armée du Dauphiné commandée par le maréchal de Tessé mettent fin à l'entreprise, et le 22 août 1707, l'armée impériale commence sa retraite. La prise, après coup, de la ville de Suse ne peut compenser l'échec complet de l'expédition de Toulon, et avec elle tout espoir d'une percée victorieuse des Alliés cette année-là.

#### 1708-1709: Audenarde et Malplaquet

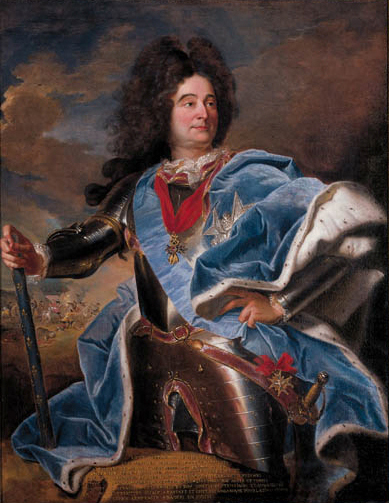
Claude Louis Hector de Villars, maréchal de France.

Au début de l'année 1708, le prince Eugène réussit à se soustraire à un transfert en Espagne. Guido Starhemberg, envoyé à sa place, lui permet ainsi de prendre le commandement de l'armée impériale sur la Moselle et de s'unir de nouveau avec Marlborough dans les Pays-Bas espagnols. Encouragés par la confiance du prince Eugène, les commandants alliés élaborent un plan audacieux pour engager le combat contre l'armée française qui, commandée par Vendôme et le duc de Bourgogne, se prépare à assiéger Audenarde. La bataille d'Audenarde le 11 juillet 1708 est un succès retentissant pour les Alliés. Marlborough préfère désormais une avancée rapide le long du littoral pour contourner les principales forteresses françaises, mais les Hollandais et le prince Eugène, inquiets de laisser leurs couloirs de réapprovisionnement non protégés, sont partisans d'une approche plus prudente. Marlborough accepte et se résout au siège de la grande forteresse de Lille. Tandis que Marlborough dirige les forces de couverture, le prince Eugène supervise le siège de la ville, qui capitule le 22 octobre 1708. Cependant, le Maréchal Boufflers ne rendra la citadelle que le 10 décembre 1708. Le prince Eugène est grièvement blessé au-dessus de l'œil gauche par une balle de mousquet. Il survit aussi à une tentative d'empoisonnement.
La campagne de 1708 est un remarquable succès. Les Français sont chassés de la quasi-totalité des Pays-Bas espagnols. Le duc de Marlborough dirige le siège de Tournai (en), en laissant le soin au prince Eugène de commander les troupes de couverture. La citadelle tombe le 4 septembre 1709,. La bataille de Malplaquet qui s'ensuit le 11 septembre 1709 est la bataille la plus sanglante de toute la guerre de Succession d'Espagne. Sur le flanc gauche, le prince d'Orange dirige l'infanterie hollandaise en des charges désespérées, et elle se fait tailler en pièces. Sur l'autre flanc, le prince Eugène attaque et souffre presque aussi sévèrement. Mais le maintien de la pression sur ses côtés oblige Villars à affaiblir le centre de son armée, permettant ainsi à Marlborough de faire une percée et de remporter la victoire. Villars est incapable de sauver Mons, qui capitule le 21 octobre 1709, mais sa défense déterminée à Malplaquet, ayant infligé jusqu'à 25 % de pertes aux troupes alliées, sauve peut-être la France de la destruction.

#### Stratège et diplomate (1710-1714)
À la fin de l'année 1710, le duc de Marlborough et le prince Eugène ont détruit la quasi-totalité de la ceinture de forteresses protégeant la France. Malgré tout, il n'y a pas eu de glorieuse victoire sur un champ de bataille, et c'est la dernière année de collaboration entre les deux commandants alliés. En Angleterre, le nouveau gouvernement des Tories (conservateurs) refuse de voir le nouvel empereur des Romains Charles VI, successeur de Joseph Ier, devenir également roi d'Espagne. Ce sentiment est partagé par les Hollandais et les Allemands. En janvier 1712, le prince Eugène arrive en Angleterre avec l'espoir de convaincre le gouvernement d'abandonner sa politique de paix, mais la reine Anne et ses ministres demeurent inflexibles. Il est arrivé trop tard pour soutenir le duc de Marlborough qui, considéré par les Tories comme le principal obstacle à la paix, a été relevé de ses fonctions. La maison d'Autriche consolide son pouvoir hors des frontières du Saint-Empire : la révolte hongroise est finalement maîtrisée. Le prince Eugène préférerait combattre les rebelles, mais l'empereur Joseph Ier leur offre les conditions clémentes de la paix de Szatmár.

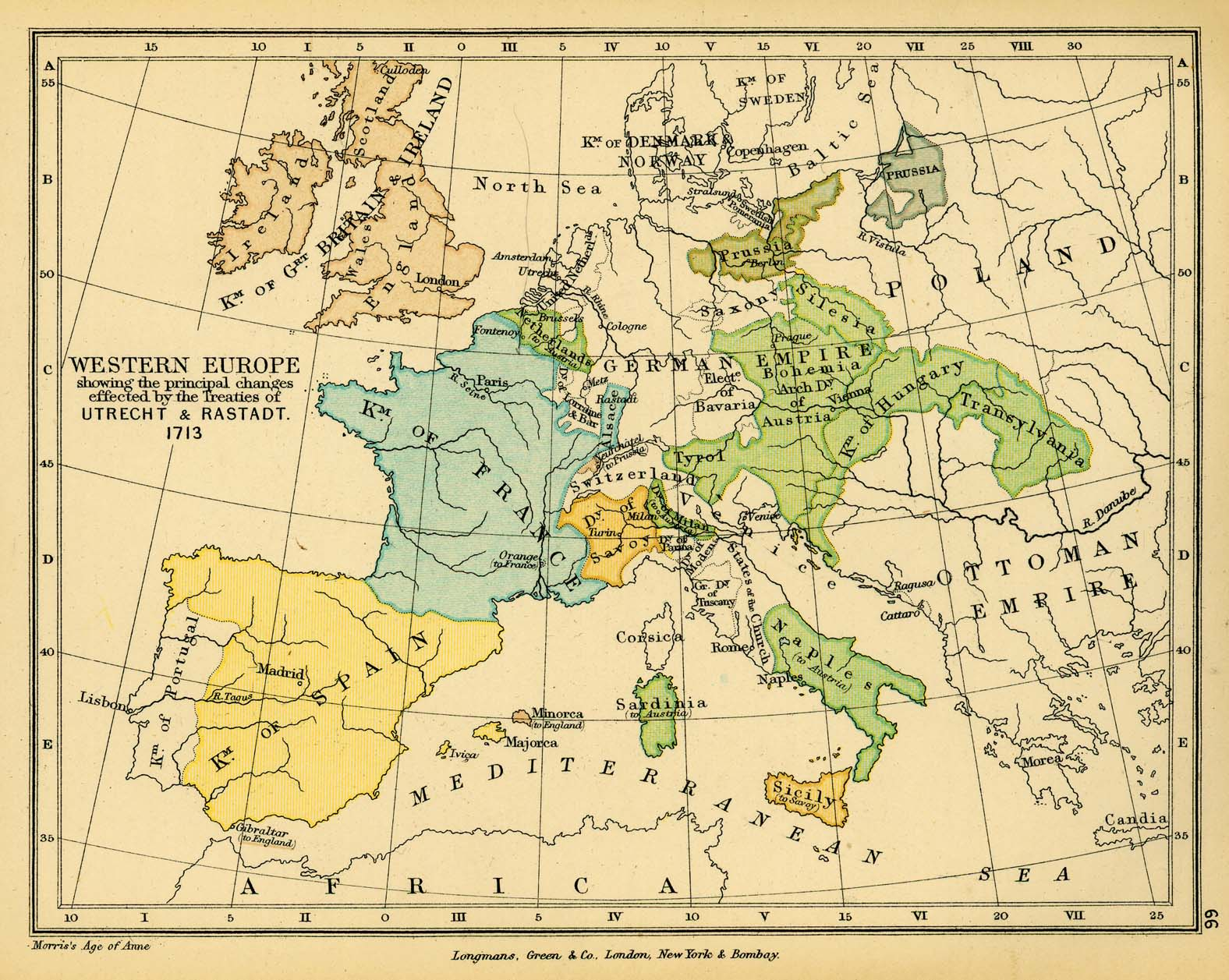
L'Europe après le traité d'Utrecht.

Le prince Eugène se prépare à une grande campagne en 1712. Au cours de cette campagne, il prend possession de la forteresse du Quesnoy au début de juillet, avant d'assiéger Valenciennes et Landrecies. Le maréchal de Villars, profitant de la désunion des alliés, déjoue les manœuvres du prince Eugène et défait la garnison hollandaise du comte d'Albemarle à Denain le 24 juillet 1712. Les Français continuent sur leur lancée en s'emparant du camp de base principal des Alliés à Marchiennes, avant de reprendre Douai, Le Quesnoy et Bouchain. En un été, l'intégralité des avant-postes laborieusement conquis par les Alliés au fil des années, et devant leur servir de tremplin vers la France, sont abandonnés.
Les victoires du maréchal de Villars conduisent au traité d'Utrecht, ratifié le 12 avril 1713. De son côté, le prince Eugène tente de convaincre l'empereur Charles VI de faire la paix, mais les requêtes de dernière minute lors du traité d'Utrecht sont inacceptables pour l'empereur et pour ses ministres. Le prince Eugène prépare une nouvelle campagne en 1713. Mais, devant le manque de financements et d'approvisionnements, ses chances de réussite sont faibles. Prenant position sur le Rhin, et en grande supériorité numérique par rapport aux impériaux, le maréchal de Villars réussit à laisser Eugène dans le doute quant à ses intentions réelles. Grâce à des feintes et des stratagèmes réussis, le commandant français prend possession de Landau en août, puis de Fribourg-en-Brisgau en novembre. Les finances de l'Empire étant à bout, et les États allemands peu enclins à continuer la guerre, l'empereur Charles VI est contraint de négocier. Le prince Eugène et le maréchal de Villars, qui s'étaient liés d'amitié depuis les campagnes contre les Ottomans dans les années 1680, débutent les pourparlers le 26 novembre 1713. Le prince se révèle être un fin négociateur et obtient des accords favorables au traité de Rastatt signé le 7 mars 1714. Malgré l'échec de la campagne de 1713, le prince Eugène peut déclarer que « en dépit de la supériorité militaire de nos ennemis et de la défection de nos Alliés, les conditions de paix obtenues seront plus avantageuses et plus glorieuses que celles que nous avons obtenues à Utrecht ».

### Guerre contre l'Empire ottoman. La prise de Belgrade

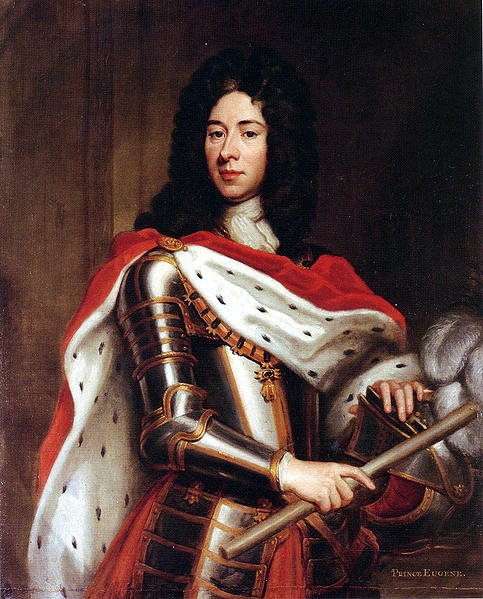
Eugène dans un portrait de 1712.

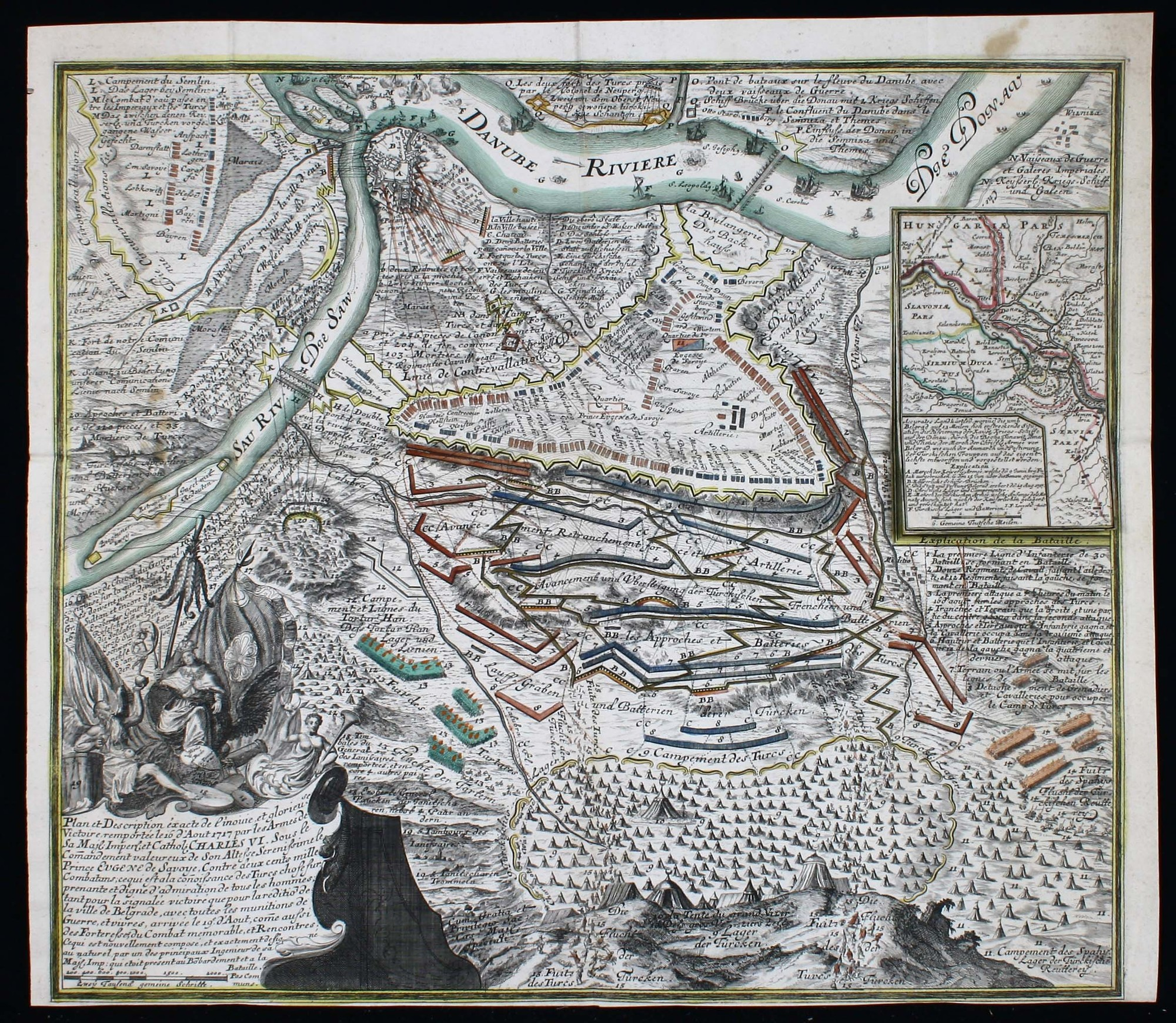
Plan du siège de Belgrade en 1717 par Joseph Friderich Leopold (1668–1727).

La principale motivation du prince Eugène pour négocier la paix de Rastatt est le danger croissant représenté par les Ottomans à l'Est. Les ambitions militaires des Ottomans se sont ravivées après 1711. Avec leur victoire sur les troupes de Pierre Ier de Russie à Pruth, il est bientôt clair qu'ils ont l'intention d'attaquer la Hongrie. En 1714, le sultan Ahmet III rompt la paix de Karlowitz et déclare la guerre aux Vénitiens. Il conquiert la Morée et assiège Corfou. La Sublime Porte rejette une offre de médiation, et l'empereur Charles VI envoie le prince Eugène en Hongrie à la tête d'une armée de taille modeste mais aguerrie.
Au début du mois d'août 1716, les troupes ottomanes, comprenant 120 000 hommes sous l'autorité du beau-fils du sultan, le Grand Vizir Damat Ali Pacha, marchent depuis Belgrade vers les positions du prince Eugène à l'ouest de la forteresse de Petrovaradin sur la rive nord du Danube. Le grand vizir a l'intention de s'emparer de la forteresse, mais le prince Eugène ne lui laisse aucune chance. Après avoir fait fi des appels à la prudence et renoncé à un conseil de guerre, le prince décide d'attaquer immédiatement, avec plus de 60 000 hommes, au matin du 5 août. Au début, les janissaires ottomans connaissent quelque succès mais, après une offensive de la cavalerie impériale sur leur flanc, les forces d'Ali Pacha se retrouvent dans la plus grande confusion. Alors que les forces de l'Empereur perdent près de 5 000 hommes, les Ottomans qui battent en retraite vers Belgrade en ont perdu le double dont le Grand Vizir, qui s'est personnellement engagé dans la bataille et qui mourra de ses blessures.
Le prince Eugène réussit à prendre la forteresse de Timişoara dans le Banat à la mi-octobre 1716, mettant ainsi fin à 164 années de gouvernance ottomane sur la région, avant de se concentrer sur la campagne de l'année suivante et sur ce qu'il considère comme le principal objectif de la guerre : la ville de Belgrade. Située à la confluence du Danube et de la Save, Belgrade abrite une garnison de 30 000 hommes commandés par Mustapha Pacha. Les forces impériales mettent le siège devant la ville à la mi-juin 1717 ; à la fin juillet, de grands pans de la ville ont été détruits par l'artillerie. Les premiers jours d'août, une immense armée ottomane dirigée par Hacı Halil Pacha (en), forte de 150 000 à 200 000 hommes, arrive sur le plateau à l'Est de la ville pour délivrer la garnison. La nouvelle de la destruction imminente de l'armée impériale fait le tour de l'Europe, mais le prince Eugène n'a absolument pas l'intention de lever le siège. Ses hommes souffrent de dysenterie et sont soumis à un bombardement continu depuis le plateau ; le prince, sachant que seule une victoire décisive peut sortir son armée de cette situation délicate, décide d'assaillir les troupes de renfort. Le matin du 16 août, 40 000 soldats de l'armée impériale marchent à travers le brouillard, attaquent les Ottomans par surprise et mettent l'armée de Halil Pacha en déroute. Une semaine plus tard, Belgrade se rend, mettant effectivement un terme à la guerre. Cette victoire est le couronnement de la carrière militaire du prince Eugène.
De toutes les guerres menées par le prince Eugène, celle-ci est celle où il exerce le contrôle personnel le plus direct. C'est également une guerre où, en grande partie[pas clair], l'Autriche s'est battue et a gagné sans l'aide de troupes étrangères.

### La Quadruple Alliance

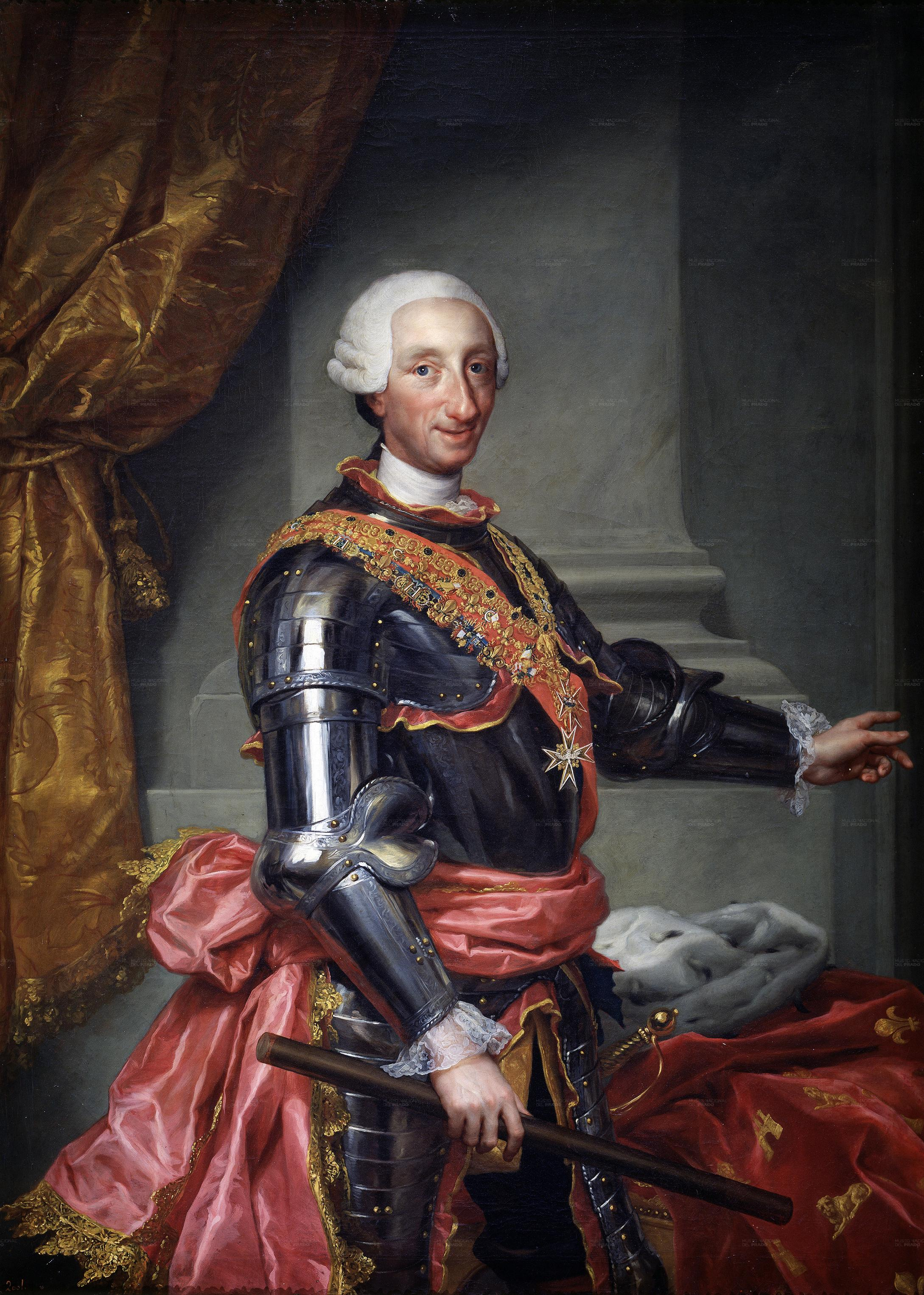
Don Charles, successivement duc de Parme, roi des Deux-Siciles et roi d'Espagne.

Tandis que le prince Eugène combat les Ottomans à l'est, des conflits non résolus à la suite des traités d'Utrecht et de Rastatt provoquent une reprise des hostilités entre l'empereur Charles VI et Philippe V d'Espagne à l'ouest. Les représentants d'une nouvelle alliance franco-anglaise, déterminés à assurer la paix en Europe pour leur propre sécurité dynastique, appellent les deux camps à reconnaître mutuellement leur souveraineté, mais Philippe V demeure intraitable. Le 22 août 1717, le premier ministre, Alberoni, envahit la Sardaigne autrichienne, dans ce qui semble être le début de la reconquête par l'Espagne de son ancien empire italien.
Le prince Eugène retourne à Vienne juste après la victoire de Belgrade. Il décide de détacher une partie de ses troupes en Italie, cependant que l'Empereur Charles VI ratifie le pacte de la Quadruple-Alliance, le 2 août 1718. Après la signature du traité de Passarowitz mettant fin à la guerre contre les Ottomans, le prince Eugène décide de diriger les opérations depuis Vienne, loin du théâtre des opérations. Les efforts de guerre de l'Autriche en Sicile sont faibles en comparaison des interventions alliées. La pression des armées alliées place Philippe V d'Espagne devant l'obligation de signer le pacte de la Quadruple Alliance, le 25 janvier 1720.

## Fin de sa vie (1721-1736)

### Gouverneur général des Pays-Bas

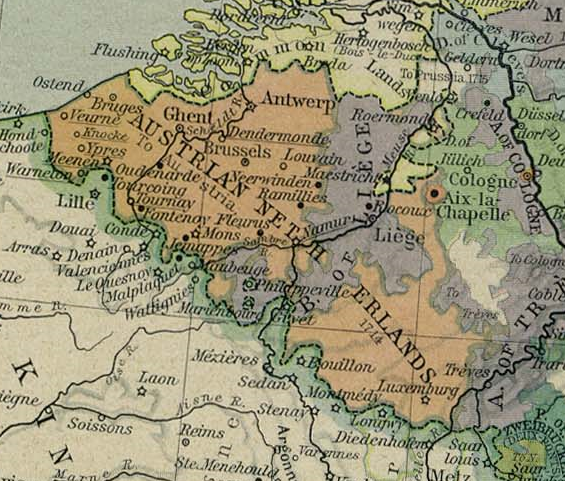
Pays-Bas autrichiens.

Le prince Eugène devient gouverneur des Pays-Bas — à l'époque, les Pays-Bas autrichiens — en juin 1716, mais sans s'y établir. Il va rester à ce poste pendant huit ans, tout en conservant la présidence du conseil de Guerre. Tirant les conclusions de la guerre de succession d'Espagne, il persuade l'empereur Charles VI de créer une école militaire (förmliche Ingenieur-Academia) pour répondre à ce besoin. L'Académie impériale du Génie Militaire est instituée à titre provisoire dès 1717, puis à titre définitif en 1720. En butte à l'hostilité des corporations et de la noblesse locale, il démissionne le 16 novembre 1724. L'art du gouvernement est assuré par les ministres plénipotentiaires, d'abord Hercule-Louis Turinetti, marquis de Prié dont l'impopularité l'amène à démissionner quelques mois plus tard en 1724. L'empereur nomme sa sœur Marie-Élisabeth d'Autriche gouvernante. Le comte Wirich de Daun, qui succède au marquis de Prié comme ministre plénipotentiaire, assure la régence jusqu'à l'arrivée de l'archiduchesse.

### Guerre larvée

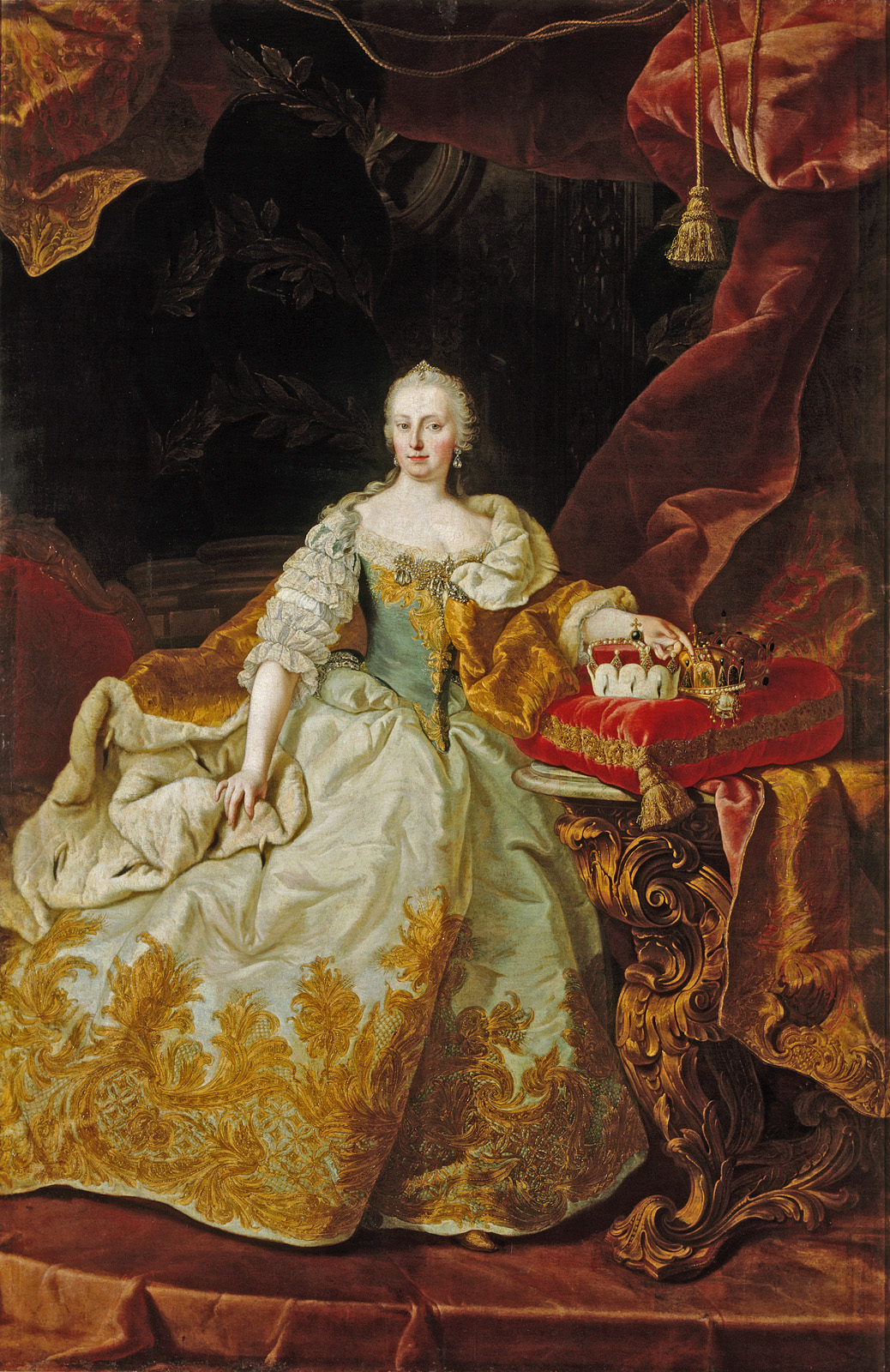
Marie-Thérèse d'Autriche.

Les années 1720 voient des changements rapides d'alliances entre les pouvoirs européens et une confrontation diplomatique quasi permanente, portant essentiellement sur des problèmes non résolus au sujet de la Quadruple Alliance. L'Empereur et le roi d'Espagne continuent de se réclamer des titres (exaspérant la France et l'Angleterre autant que Philippe V) et Charles VI refuse de lever les derniers obstacles légaux subsistant pour régler la succession de Don Charles sur les duchés de Parme et de Toscane. Contre toute attente, l'Espagne et l'Autriche se rapprochent par le traité de Vienne en avril-mai 1725. En réponse, l'Angleterre, la France et la Prusse concluent l'alliance de Hanovre (en) pour contrer le danger d'une hégémonie hispano-autrichienne en Europe. Les trois années suivantes sont habitées d'un risque continuel de guerre entre les puissances occidentales et le bloc hispano-autrichien.
À partir de 1726, le prince Eugène commence à regagner progressivement son influence politique. À l'aide de ses nombreux contacts à travers l'Europe, soutenu par le vice-chancelier impérial Schönborn, il réussit à s'assurer le soutien de puissants alliés et à renforcer la position de l'Empereur.
En août 1726, la Russie rejoint l'alliance hispano-autrichienne. Frédéric-Guillaume Ier de Prusse suit le mouvement en octobre en quittant l'alliance de Hanovre et en signant un traité de défense mutuelle avec l'Empereur. Cependant, arrivant à la conclusion que la meilleure manière d'assurer la succession de son fils sur les duchés de Parme et de Toscane est maintenant de rejoindre l'Angleterre et la France, Élisabeth Farnèse abandonne l'alliance hispano-autrichienne en 1729 par la signature du traité de Séville. Sur les conseils insistants d'Eugène de résister à toute forme de pression, Charles VI envoie des troupes en Italie pour empêcher l'entrée de garnisons espagnoles dans les duchés contestés. De fait, au début de l'année 1730, le prince Eugène, qui n'a cessé de se montrer belliqueux pendant toute cette période, contrôle de nouveau la politique autrichienne.
En Angleterre, une politique de réalignement se fait jour et l'entente franco-anglaise s'évanouit rapidement. Considérant que la résurgence de la France constitue la plus grave menace pour l'Angleterre, le gouvernement anglais conduit par Sir Robert Walpole décide de reformer l'alliance anglo-autrichienne et signe le second traité de Vienne le 16 mars 1731. Eugène est le principal ministre autrichien instigateur de cette alliance, croyant de nouveau qu'il assurera la sécurité de l'Empire face à l'Espagne et la France. Le traité oblige Charles VI à sacrifier la Compagnie d'Ostende, rivale des compagnies commerciales anglaises et hollandaises, et à accepter, sans équivoque, l'accession au trône de Don Charles sur Parme et en Toscane. En retour, le roi George II, en tant que roi de Grande-Bretagne et électeur de Hanovre, garantit la Pragmatique Sanction, permettant le droit d'héritage pour les filles de la famille impériale. C'est en grande partie grâce aux soins d'Eugène qu'en janvier 1732, la diète Impériale garantit également la Pragmatique Sanction qui, avec les traités signés avec l'Angleterre, la Russie, et la Prusse, marque le point culminant de la diplomatie d'Eugène. Le traité de Vienne rend furieuse la cour du roi Louis XV : les Français ont été mis de côté et la Pragmatique Sanction, qui augmente l'influence des Habsbourg, a été acceptée. L'Empereur a également l'intention de marier sa fille et héritière, Marie-Thérèse, à François III de Lorraine (futur empereur François Ier), ce qui constitue une menace inacceptable sur la frontière française. Au début de l'année 1733, l'armée française est de nouveau prête à la guerre. Il ne manque plus qu'une raison pour la justifier.

### 1734-1735: guerre de succession de Pologne

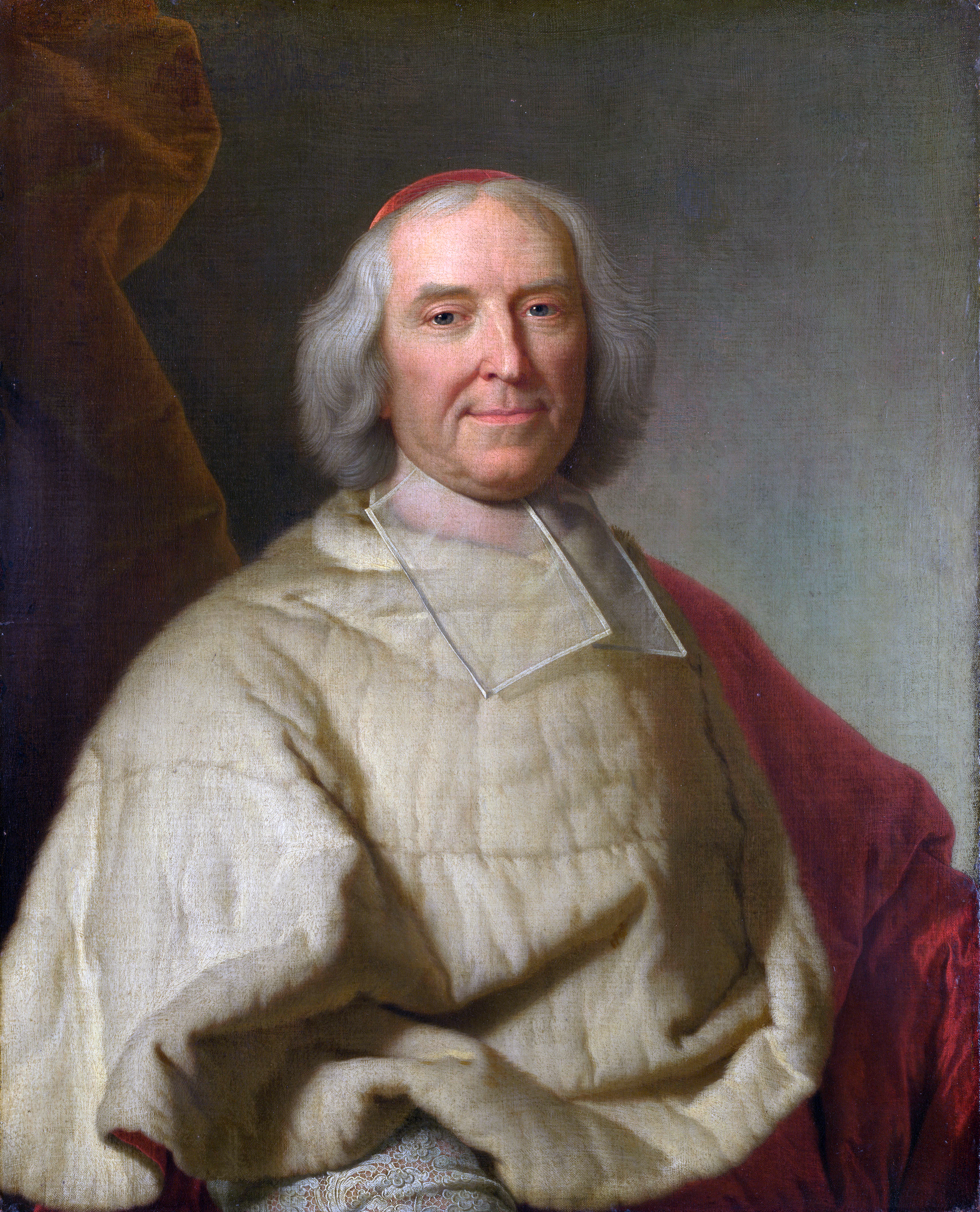
Le cardinal de Fleury.

En 1733, le roi de Pologne et électeur de Saxe, Auguste le Fort, meurt. Il y a alors deux prétendants au trône : Stanislas Leszczyński, beau-père de Louis XV, et Auguste, fils d'Auguste le Fort, soutenu par la Russie, l'Autriche et la Prusse. Le problème de la succession du trône de Pologne permet à Fleury, principal ministre d'État de Louis XV, d'attaquer l'Autriche et de prendre la Lorraine de François. Afin de s'assurer l'appui de l'Espagne, la France apporte son soutien à l'attribution aux fils d'Élisabeth Farnèse de territoires supplémentaires en Italie. Le prince Eugène entre dans la guerre de Succession de Pologne en tant que Président du Conseil de Guerre impérial et commandant en chef de l'armée, mais il est fortement handicapé par la qualité de ses troupes et le manque de financements. Désormais âgé de plus de soixante-dix ans, le Prince est également touché par une rapide diminution de ses capacités physiques et mentales. La France déclare la guerre à l'Autriche le 10 octobre 1733, mais sans l'appui des puissances maritimes — qui, malgré le traité de Vienne, restent neutres durant tout le conflit —, l'Autriche ne peut engager les troupes nécessaires pour mener une campagne efficace. À la fin de l'année, les troupes franco-espagnoles se sont emparées de la Lorraine et de Milan. Au début de l'année 1734, les troupes espagnoles ont pris possession de la Sicile.
Le prince Eugène prend le commandement des troupes sur le Rhin en avril 1734, mais en grande infériorité numérique, il est forcé d'adopter une stratégie défensive. En juin, il entreprend de secourir la ville de Philippsburg, mais sans avoir le dynamisme ni l'énergie d'autrefois. Le prince Eugène est accompagné du jeune Frédéric II de Prusse, envoyé par son père pour apprendre l'art de la guerre. Frédéric apprend beaucoup du prince Eugène, se rappelant plus tard dans sa vie la grande dette personnelle qu'il a envers son mentor, mais il est atterré par l'état psychique du prince Eugène, écrivant après coup que « son corps était toujours là mais son esprit était parti ». Le prince Eugène dirige une autre campagne en 1735, mettant là encore en œuvre une stratégie de défense judicieuse du fait de ses ressources limitées. Cependant, sa mémoire immédiate est désormais quasi inexistante et son influence politique disparaît complètement ; Gundaker Starhemberg et John Bartenstein dominent alors la Conférence à sa place. Fleury, qui est déterminé à limiter l'étendue de la guerre et à éviter un renouvellement de la Grande Alliance, accorde, en octobre 1735, de généreuses conditions de paix à l'Empereur.

### 21 avril 1736: décès à Vienne
Le prince Eugène rentre à Vienne de sa campagne de la guerre de Succession de Pologne en octobre 1735, affaibli. Quand Marie-Thérèse d'Autriche et François-Étienne de Lorraine se marient en février 1736, le prince Eugène est trop malade pour se rendre à la cérémonie. Après avoir joué aux cartes chez la comtesse Batthyány le soir du 20 avril, il regagne sa chambre au Stadtpalais. Quand ses serviteurs arrivent pour le réveiller le matin suivant, le 21 avril 1736, le prince Eugène est retrouvé mort, à la suite d'une pneumonie.
Le cœur du prince Eugène est conservé dans une chapelle funéraire de la maison de Savoie, en la Basilique de Superga de Turin, dont il avait projeté la construction avec son cousin Victor-Amédée II lors de leur victoire sur les troupes françaises qui assiégeaient la citadelle de la ville. Les restes de ses cendres sont transportés lors d'une grande procession à la Cathédrale Saint-Étienne de Vienne et inhumés dans la Kreuzkapelle. Son souvenir restera longtemps dans la mémoire des Piémontais et des Savoyards qui continuent à célébrer la libération du siège de Turin en 1706.

## Vie privée
On connaît peu de choses sur la vie privée du jeune prince Eugène avant 1683, sinon par les lettres et les mémoires de la duchesse d'Orléans, Élisabeth-Charlotte, belle-sœur de Louis XIV, qui déteste le Prince depuis qu'il a pris le parti de l'Autriche, et qui qualifie la jeunesse d'Eugène de « débauchée ». En s'appuyant sur les allégations de la duchesse, certains historiens ont avancé l'hypothèse qu'il fut homosexuel ou bisexuel. Comme le rappelle l'historien Derek McKay, un des principaux biographes d'Eugène, les réflexions d'Élisabeth-Charlotte sur Eugène sont formulées des années après qu'Eugène a quitté la France, et seulement après qu'il eut sévèrement malmené les armées de son beau-frère, Louis XIV. Entre le départ d'Eugène de France à l'âge de dix-neuf ans et sa mort en 1736, il n'y a aucune autre indication d'homosexualité à son égard.
Pendant les vingt dernières années de sa vie, le prince Eugène aurait eu des amitiés féminines, mais il ne s'est jamais marié. Les historiens mentionnent sa longue relation avec la comtesse hongroise Eléonore Batthyány-Strattmann. Il est resté sans postérité légitime.

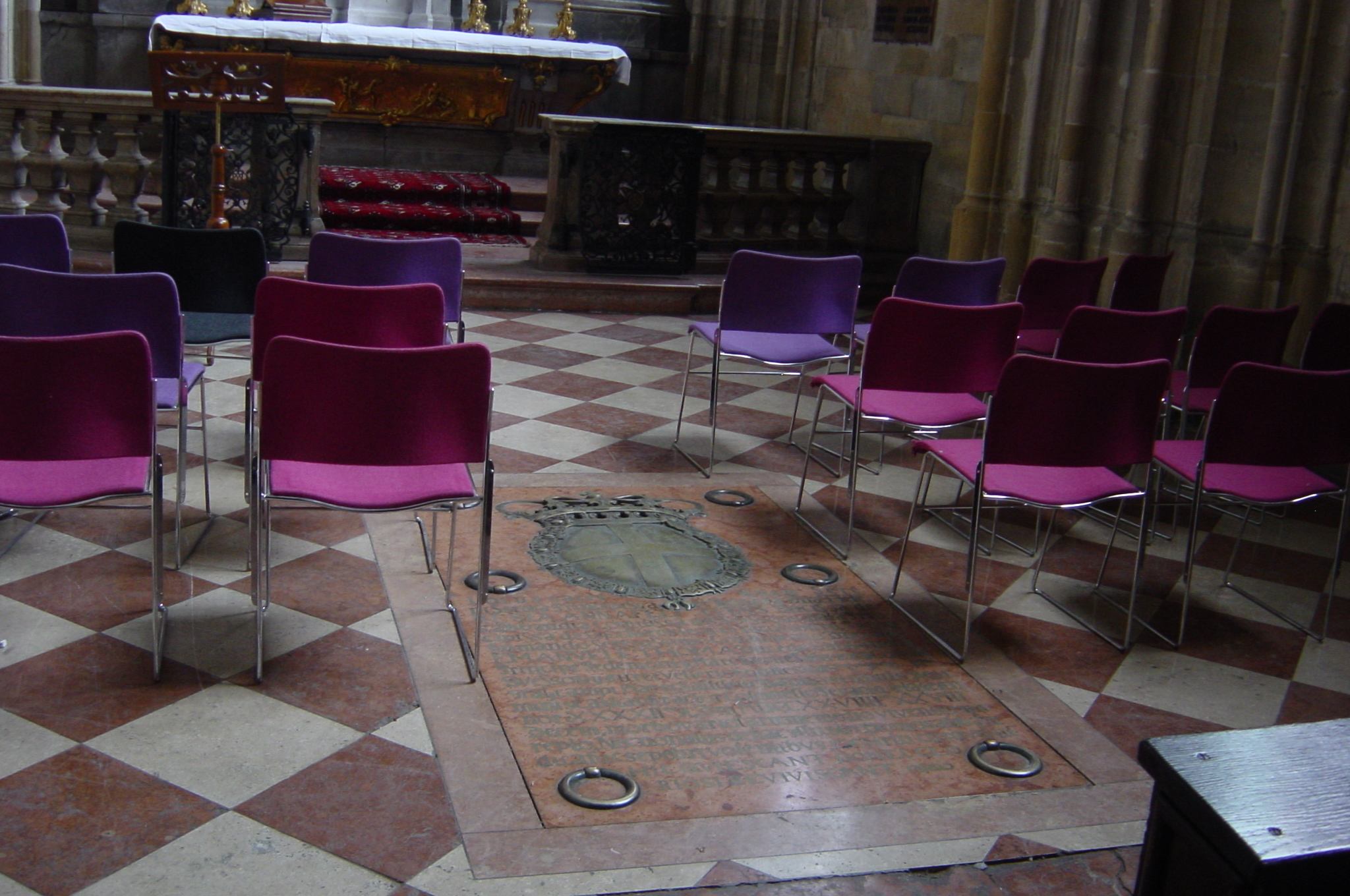
La tombe du prince Eugène, à Vienne.

## Mécène et protecteur des arts
Les récompenses attribuées au prince Eugène pour ses victoires, sa part des butins, et ses revenus réguliers liés à ses postes au sein du gouvernement impérial et ceux qu'il tire de ses abbayes en Savoie lui permettent de contribuer au développement de l'architecture baroque. La présidence du Conseil de guerre impérial doit rapporter à Eugène environ 100 000 florins par an, tandis que ses postes de gouverneur de Milan et des Pays-Bas lui en rapportent sans doute 150 000 annuellement.
Eugène passe la majeure partie de sa vie à Vienne dans son Palais d'Hiver, le Stadtpalais, construit par Fischer von Erlach. Le palais est à la fois sa résidence officielle et sa maison, mais pour des raisons qui demeurent incertaines, son association avec Fischer se termine avant l'achèvement du bâtiment, et il favorise alors Johann Lukas von Hildebrandt comme architecte en chef personnel. Rien n'indique une querelle avec Erlach, mais seulement une volonté de changer de style. Hildebrandt avait accompagné Eugène en Italie en qualité de ingénieur durant les sièges et devint ingénieur de la cour impériale en 1701. Eugène emploie d'abord Hildebrandt pour terminer le Stadtpalais avant de lui confier l'élaboration des plans pour un palais sur son île du Danube à Ráckeve. Commencé en 1701, le chantier de ce bâtiment d'un seul étage dure vingt ans. Malgré cela, probablement en raison de la révolte de Rákóczi, il semble que le prince ne l'ait visité qu'une seule fois : après le siège de Belgrade en 1717.

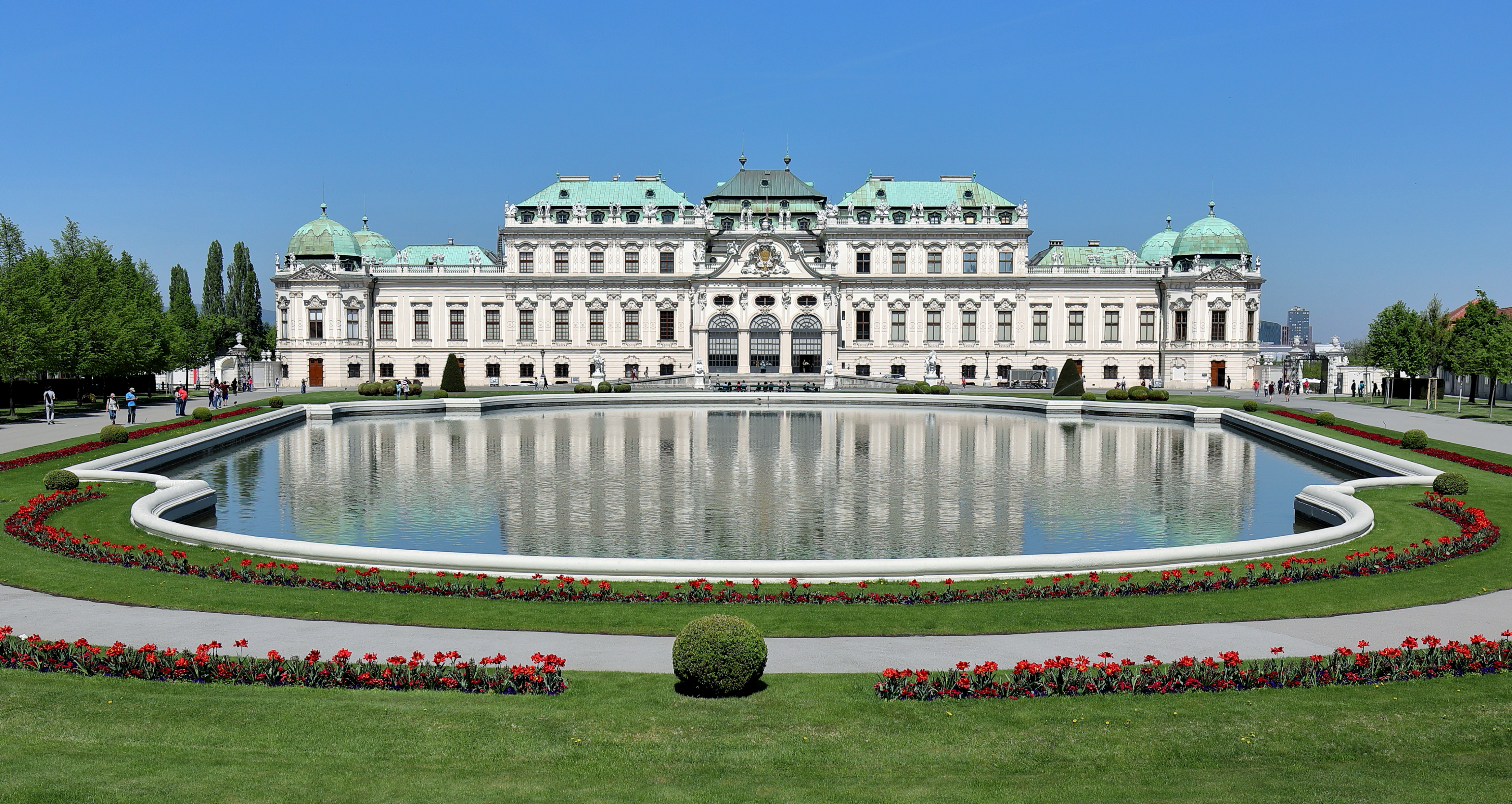
Palais du Belvédère supérieur, la résidence viennoise du prince Eugène.

Le complexe grandiose du palais du Belvédère à Vienne est d'importance plus notable. Le Belvédère inférieur, d'un seul étage, avec ses jardins exotiques et son zoo, est achevé en 1716. Le Belvédère supérieur, terminé entre 1720 et 1722, est un bâtiment plus important. Avec ses murs étincelants de stucs blancs et son toit de cuivre, il devient une des merveilles de l'Europe. Eugène et Hildebrandt convertissent également une construction existante de son domaine de Marchfeld en résidence de campagne, le Schlosshof, situé entre le Danube et la Morava, un de ses affluents sur un terrain acheté en 1726. Ce bâtiment, achevé en 1729, est bien moins élaboré que ses autres projets mais suffisamment résistant pour servir de forteresse en cas de besoin. Eugène passe beaucoup de son temps libre en cet endroit au cours de ses dernières années, y donnant de grandes parties de chasse.
Dans les années qui suivent la paix de Rastatt, le prince Eugène fait connaissance d'un nombre important d'érudits. En raison de sa position et de sa sensibilité, ils sont désireux de le rencontrer : peu d'entre eux peuvent vivre sans mécène et c'est probablement la raison principale de sa rencontre avec Leibniz en 1714. Le philosophe allemand fait la connaissance du prince lors de sa visite à Vienne en 1714, alors qu'il essayait de convaincre Charles VI de fonder une Académie des Sciences. Il se prend d'amitié pour l'écrivain français Jean-Baptiste Rousseau qui, à partir de 1716, reçoit un soutien financier d'Eugène. Rousseau reste attaché à la maison du prince, aidant probablement à la bibliothèque, jusqu'à son départ pour les Pays-Bas en 1722 Une autre de ses connaissances, Montesquieu, déjà célèbre pour ses Lettres persanes quand il arrive à Vienne en 1728, garde de bons souvenirs du temps qu'il passe à la table du prince. Néanmoins, le prince Eugène n'a pas de prétentions littéraires propres, et n'est pas tenté comme Maurice de Saxe ou le maréchal de Villars d'écrire ses mémoires ou des livres sur l'art de la guerre. Il devient cependant un grand collectionneur : ses galeries de peintures sont remplies d'œuvres italiennes, hollandaises et flamandes des XVIe et XVIIe siècles. Parmi les artistes qui travaillent pour Eugène, le peintre et graveur italien Giuseppe Maria Crespi réalise plusieurs tableaux inspirés de la mythologie. La bibliothèque du prince au Stadtpalais est remplie de plus de 15 000 livres, 237 manuscrits et une gigantesque collection de gravures (les livres d'histoire naturelle et de géographie revêtent un intérêt tout particulier), son fournisseur étant Jean Mariette. Jean-Baptiste Rousseau écrit : « Il est difficilement croyable qu'un homme qui porte sur ses épaules la charge de presque toutes les affaires d'Europe… puisse trouver autant de temps pour lire comme s'il n'avait rien d'autre à faire ». Rousseau était aux Pays-Bas depuis peu lorsqu'il rejoignit la conspiration pour forcer Eugène à quitter son poste de Gouverneur-Général.
À la mort du prince Eugène, ses possessions et domaines, à l'exception de son patrimoine en Hongrie réclamé par la Couronne, deviennent la possession de sa nièce, la princesse Victoria, qui décide immédiatement de tout vendre. Les œuvres d'art sont achetées par Charles-Emmanuel III de Sardaigne. La bibliothèque, les gravures et dessins d'Eugène sont achetés par l'empereur en 1737 et ont intégré depuis les collections nationales de l'Autriche.

## Considérations
Napoléon Ier considérait le prince Eugène comme l'un des sept plus grands commandants de l'histoire. Même si des critiques militaires ont par la suite contesté cette déclaration, le prince Eugène fut indubitablement le plus grand général autrichien. Il ne fut pas un innovateur militaire, mais il avait la capacité de faire fonctionner un système inadéquat. Il était tout aussi adroit comme organisateur, stratège et tacticien, croyant en la primauté de la bataille et en sa capacité à trouver le moment opportun pour lancer une attaque victorieuse. Le maréchal de Saxe écrivit dans ses Rêveries sur l'Art de la Guerre que « l'important est de voir l'opportunité et de savoir comment l'utiliser. Le prince Eugène possédait cette qualité qui est la plus grande dans l'art de la guerre et qui constitue le test des plus grands génies ».

Armoiries du prince Eugène.

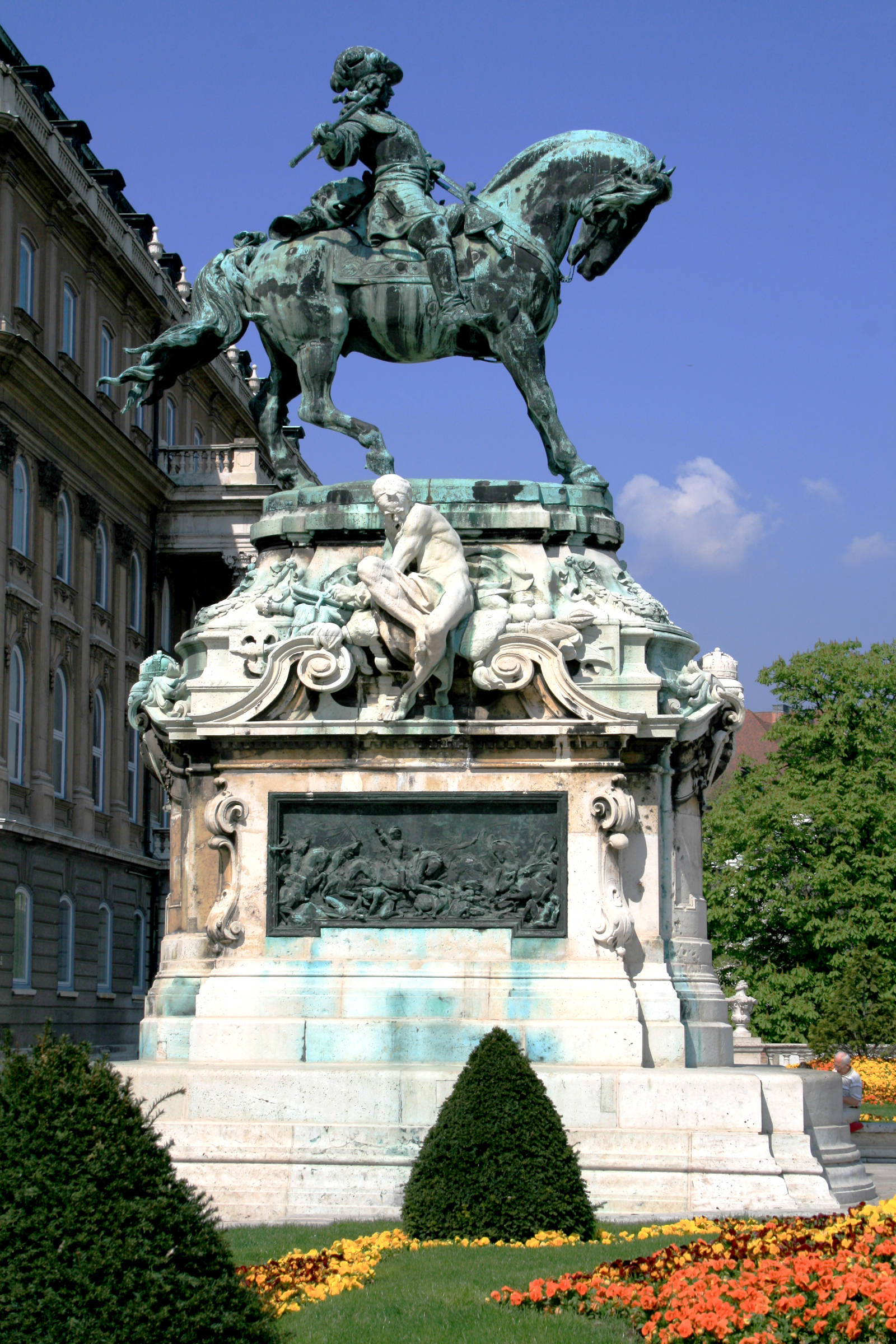
Statue équestre du prince Eugène au palais de Budavár à Budapest.

Le prince Eugène était partisan de la manière forte — quand des soldats désobéissaient aux ordres, il se disait prêt à les tuer lui-même — mais il rejetait la brutalité aveugle, écrivant à ce sujet : « vous ne devriez être dur uniquement que lorsque, comme c'est souvent le cas, la gentillesse se révèle être inutile ». Sur le champ de bataille, le prince Eugène demandait du courage à ses subordonnés, et attendait de ses hommes qu'ils se battent où et quand il le voulait. Ses critères pour la promotion de ses soldats se basaient davantage sur l'obéissance aux ordres et sur le courage sur le champ de bataille plutôt que sur leur position sociale. De manière générale ses hommes obéissaient, car il avait la volonté de les pousser aussi durement que lui-même. Cependant, son rôle de Président du Conseil de Guerre Impérial se révéla être une moins bonne réussite. Durant la longue période de paix qui suivit la guerre entre l'Autriche et l'Empire Ottoman, l'idée de créer une armée de campagne séparée ou de donner aux troupes de garnisons un entraînement efficace pour les transformer en une telle armée ne fut jamais envisagée par le prince Eugène. En conséquence, lors de la guerre de Succession de Pologne, les Autrichiens furent dominés par une armée française bien mieux préparée. Le prince Eugène est en grande partie responsable de cette situation — selon lui, contrairement aux exercices et manœuvres de l'armée menées par la Prusse sous l'autorité de Frédéric-Guillaume, de véritables combattants ne pouvaient être formés qu'à l'approche d'une guerre. La confusion de la guerre de Succession de Pologne avait certes marqué Frédéric le Grand, tout comme Eugène comme exemple de la décrépitude épouvantable dans laquelle pouvaient tomber les troupes. Il améliora après coup ces durs jugements. Il commenta en 1758 : « Si je comprends quelque chose à mes affaires, surtout les aspects les plus difficiles, je dois cet avantage au Prince Eugène. De lui, j'ai appris à avoir constamment de grands objectifs en vue, et à consacrer toutes mes ressources à ces fins. » Pour l'historien Christopher Duffy, c'était de cette conscience de la « grande stratégie » dont Frédéric hérita du prince Eugène.
Le prince Eugène attacha à ses responsabilités ses valeurs personnelles : courage physique, loyauté envers son souverain, honnêteté, contrôle de soi en toutes circonstances. Il attendait ces mêmes qualités de la part de ses commandants. L'approche du prince Eugène était dictatoriale, mais il était prêt à coopérer avec des individus qu'il considérait comme son égal, comme Baden ou Marlborough. Il en résultait un personnage austère, inspirant davantage le respect et l'admiration que l'affection. La grande statue équestre au centre de Vienne commémore les réalisations du prince Eugène. Est inscrit sur un des côtés : « Au conseiller avisé de trois Empereurs », et sur l'autre, « Au glorieux conquérant des ennemis de l'Autriche ».

## Documentaire
- Eugéne de Savoie et l'Empire Ottoman, documentaire en deux parties réalisé par Heinz Leger en 2022.

## Titres
- 8 octobre 1663 - 21 avril 1736 : Son Altesse sérénissime Le prince Eugène de Savoie. La vie de S. A. S. le prince Eugene de Savoie

## Navires
En honneur d'Eugène, quatre navires de guerre dans différentes marines portèrent son nom :
- SMS Prinz Eugen, k.u.k. Kriegsmarine : bateau de guerre classe Tegetthoff construit en 1912 ;
- HMS Prince Eugene, Royal Navy : bateau type monitor de classe Lord Clive (en) construit en 1915 ;
- Eugenio di Savoia, Regia Marina : croiseur léger de classe Condottieri type Duca d'Aosta construit en 1935 ;
- Prinz Eugen, Kriegsmarine : croiseur lourd de classe Admiral Hipper construit en 1938.

## Annexes

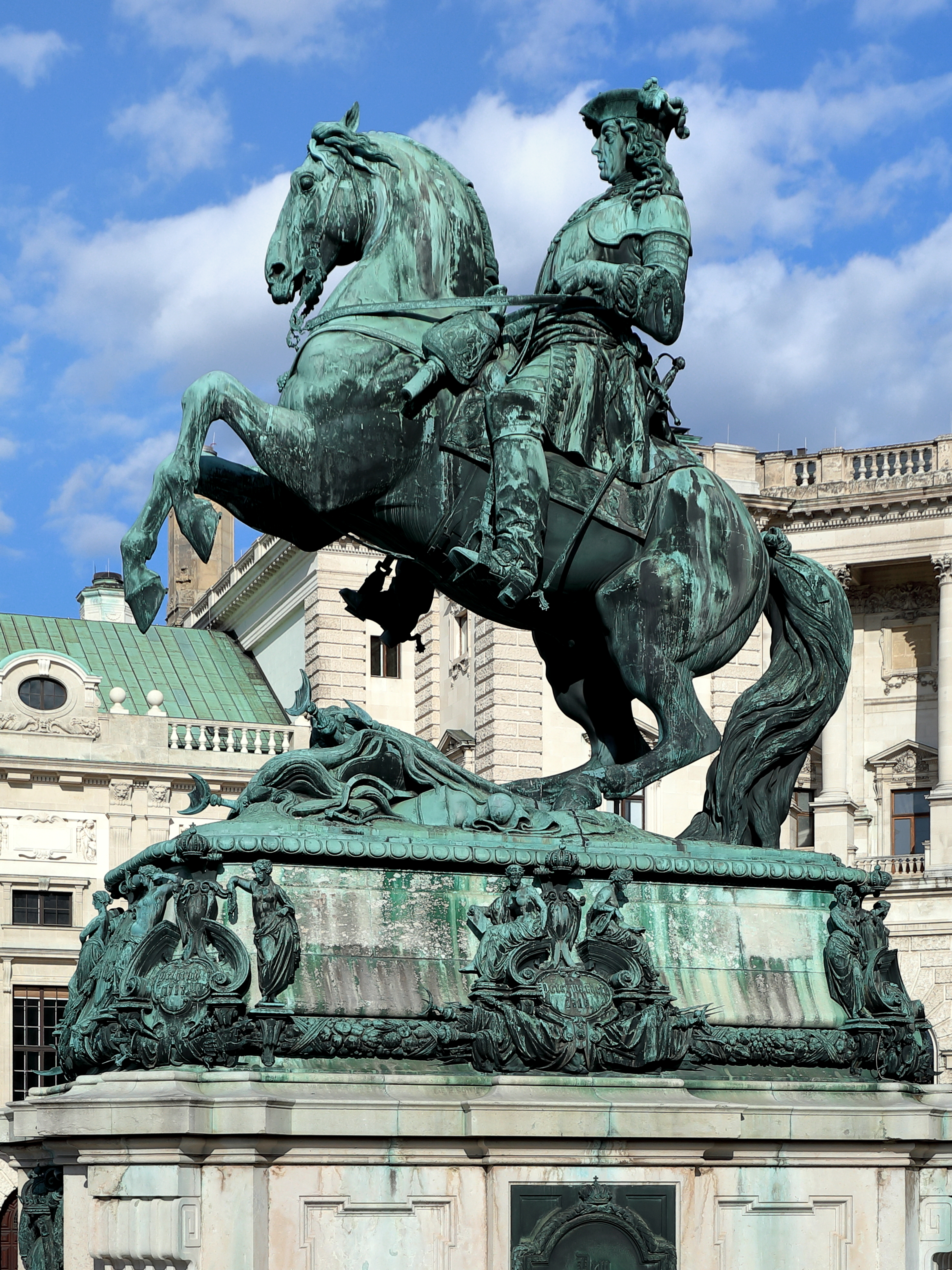
Statue équestre du prince Eugène, par Anton Dominik Fernkorn, place des Héros, Vienne (Autriche)